# Bunuri mobile din domeniul numismatică clasate în patrimoniul cultural național al României aflate în județul Buzău
Acestă listă conține bunurile mobile din domeniul numismatică clasate în Patrimoniul cultural național al României aflate la momentul clasării în județul Buzău.

## Tezaur
| Foto | Informații generale | Detalii tehnice | Descriere | Deținător                    | Legături |
| ---- | ------------------- | --- | --- | ---------------------------- | -------- |
|      | Siliqua             | Datare: sec. IV p.Chr. Școală: Oficina din Arles Constantia Descoperit: jud. Buzău, com. PIETROASELE, Necropola 2 Material: argint; batere | Pe avers este redat bustul împăratului Constantius II, iar în exergă inscripția D N CONSTANTIUS PF AUG; pe revers într-o ghirlandă circulară, VOTIS XXX MULTIS XXXX, iar la bază SIRM. | Muzeul Județean Buzău, Buzău | Cimec    |
|      | Didrahmă            | Datare: Prima jumătate a sec. I a. Chr. Școală: Tip Vârteju Descoperit: jud. Buzău, com. Vernești, Cârlomănești Material: AR               | Descriere avers: Cap uman foarte stilizat, având ca prototip îndepărtat efigia lui Zeus din profil, spre dreapta. Descriere revers: Cal schematizat, spre stânga, în poziție de trap, cu piciorul drept din față ridicat. | Muzeul Județean Buzău, Buzău | Cimec    |
|      | Drahmă              | Datare: Prima jumătate a sec. I a. Chr. Școală: Tip Vârteju Descoperit: jud. Buzău, com. Vernești, Cârlomănești Material: AR               | Descriere avers: Cap uman foarte stilizat, având ca prototip îndepărtat efigia lui Zeus din profil, spre dreapta. Descriere revers: Cal schematizat, spre stânga, în poziție de trap, cu piciorul drept din față ridicat. | Muzeul Județean Buzău, Buzău | Cimec    |
|      | Drahmă              | Datare: Prima jumătate a sec. I a. Chr. Școală: Tip Vârteju Descoperit: jud. Buzău, com. Vernești, Cârlomănești Material: AR               | Descriere avers: Cap uman foarte stilizat, având ca prototip îndepărtat efigia lui Zeus din profil, spre dreapta. Descriere revers: Cal schematizat, spre stânga, în poziție de trap, cu piciorul drept din față ridicat. | Muzeul Județean Buzău, Buzău | Cimec    |
|      | Drahmă              | Datare: prima jumătate a sec. I a.Chr Școală: tip Vârteju Descoperit: jud. Buzău, com. Vernești, Cârlomănești Material: AR                 | Descriere avers: Cap uman foarte stilizat, având ca prototip îndepărtat efigia lui Zeus din profil, spre dreapta. Descriere revers: Cal schematizat, spre stânga, în poziție de trap, cu piciorul drept din față ridicat. | Muzeul Județean Buzău, Buzău | Cimec    |
|      | Drahmă              | Datare: prima jumătate a sec. I a.Chr Școală: tip Vârteju Descoperit: jud. Buzău, com. Vernești, Cârlomănești Material: AR                 | Descriere avers: Cap uman foarte stilizat, având ca prototip îndepărtat efigia lui Zeus din profil, spre dreapta. Descriere revers: Cal schematizat, spre stânga, în poziție de trap, cu piciorul drept din față ridicat. | Muzeul Județean Buzău, Buzău | Cimec    |
|      | Drahmă              | Datare: prima jumătate a sec. I a.Chr Școală: tip Vârteju Descoperit: jud. Buzău, com. Vernești, Cârlomănești Material: AR                 | Descriere avers: Cap uman foarte stilizat, având ca prototip îndepărtat efigia lui Zeus din profil, spre dreapta. Descriere revers: Cal schematizat, spre stânga, în poziție de trap, cu piciorul drept din față ridicat. | Muzeul Județean Buzău, Buzău | Cimec    |
|      | Drahmă              | Datare: prima jumătate a sec. I a.Chr Școală: tip Vârteju Descoperit: jud. Buzău, com. Vernești, Cârlomănești Material: AR                 | Descriere avers: Cap uman foarte stilizat, având ca prototip îndepărtat efigia lui Zeus din profil, spre dreapta. Descriere revers: Cal schematizat, spre stânga, în poziție de trap, cu piciorul drept din față ridicat. | Muzeul Județean Buzău, Buzău | Cimec    |
|      | Drahmă              | Datare: Prima jumătate a sec. I a. Chr. Școală: Tip Vârteju Descoperit: jud. Buzău, com. Vernești, Cârlomănești Material: AR               | Descriere avers: Cap uman foarte stilizat, având ca prototip îndepărtat efigia lui Zeus din profil, spre dreapta. Descriere revers: Cal schematizat, spre stânga, în poziție de trap, cu piciorul drept din față ridicat. | Muzeul Județean Buzău, Buzău | Cimec    |
|      | Drahmă              | Datare: prima jumătate a sec. I a.Chr Școală: tip Vârteju Descoperit: jud. Buzău, com. Vernești, Cârlomănești Material: AR                 | Descriere avers: Cap uman foarte stilizat, având ca prototip îndepărtat efigia lui Zeus din profil, spre dreapta. Descriere revers: Cal schematizat, spre stânga, în poziție de trap, cu piciorul drept din față ridicat. | Muzeul Județean Buzău, Buzău | Cimec    |
|      | Drahmă              | Datare: prima jumătate a sec. I a.Chr Școală: tip Vârteju Descoperit: jud. Buzău, com. Vernești, Cârlomănești Material: AR                 | Descriere avers: Cap uman foarte stilizat, având ca prototip îndepărtat efigia lui Zeus din profil, spre dreapta. Descriere revers: Cal schematizat, spre stânga, în poziție de trap, cu piciorul drept din față ridicat. | Muzeul Județean Buzău, Buzău | Cimec    |
|      | Drahmă              | Datare: Prima jumătate a sec. I a. Chr. Școală: Tip Vârteju Descoperit: jud. Buzău, com. Vernești, Cârlomănești Material: AR               | Descriere avers: Cap uman foarte stilizat, având ca prototip îndepărtat efigia lui Zeus din profil, spre dreapta. Descriere revers: Cal schematizat, spre stânga, în poziție de trap, cu piciorul drept din față ridicat. | Muzeul Județean Buzău, Buzău | Cimec    |
|      | Drahmă              | Datare: Prima jumătate a sec. I a. Chr. Școală: Tip Vârteju Descoperit: jud. Buzău, com. Vernești, Cârlomănești Material: AR               | Descriere avers: Cap uman foarte stilizat, având ca prototip îndepărtat efigia lui Zeus din profil, spre dreapta. Descriere revers: Cal schematizat, spre stânga, în poziție de trap, cu piciorul drept din față ridicat. | Muzeul Județean Buzău, Buzău | Cimec    |
|      | Drahmă              | Datare: prima jumătate a sec. I a.Chr Școală: tip Vârteju Descoperit: jud. Buzău, com. Vernești, Cârlomănești Material: AR                 | Descriere avers: Cap uman foarte stilizat, având ca prototip îndepărtat efigia lui Zeus din profil, spre dreapta. Descriere revers: Cal schematizat, spre stânga, în poziție de trap, cu piciorul drept din față ridicat. | Muzeul Județean Buzău, Buzău | Cimec    |
|      | Drahmă              | Datare: prima jumătate a sec. I a.Chr Școală: tip Vârteju Descoperit: jud. Buzău, com. Vernești, Cârlomănești Material: AR                 | Descriere avers: Cap uman foarte stilizat, având ca prototip îndepărtat efigia lui Zeus din profil, spre dreapta. Descriere revers: Cal schematizat, spre stânga, în poziție de trap, cu piciorul drept din față ridicat. | Muzeul Județean Buzău, Buzău | Cimec    |
|      | Drahmă              | Datare: Prima jumătate a sec. I a. Chr. Școală: Tip Vârteju Descoperit: jud. Buzău, com. Vernești, Cârlomănești Material: AR               | Descriere avers: Cap uman foarte stilizat, având ca prototip îndepărtat efigia lui Zeus din profil, spre dreapta. Descriere revers: Cal schematizat, spre stânga, în poziție de trap, cu piciorul drept din față ridicat. | Muzeul Județean Buzău, Buzău | Cimec    |
|      | Drahmă              | Datare: prima jumătate a sec. I a.Chr Școală: tip Vârteju Descoperit: jud. Buzău, com. Vernești, Cârlomănești Material: AR                 | Descriere avers: Cap uman foarte stilizat, având ca prototip îndepărtat efigia lui Zeus din profil, spre dreapta. Descriere revers: Cal schematizat, spre stânga, în poziție de trap, cu piciorul drept din față ridicat. | Muzeul Județean Buzău, Buzău | Cimec    |
|      | Drahmă              | Datare: prima jumătate a sec. I a.Chr Școală: tip Vârteju Descoperit: jud. Buzău, com. Vernești, Cârlomănești Material: AR                 | Descriere avers: Cap uman foarte stilizat, având ca prototip îndepărtat efigia lui Zeus din profil, spre dreapta. Descriere revers: Cal schematizat, spre stânga, în poziție de trap, cu piciorul drept din față ridicat. | Muzeul Județean Buzău, Buzău | Cimec    |
|      | Drahmă              | Datare: Prima jumătate a sec. I a. Chr. Școală: Tip Vârteju Descoperit: jud. Buzău, com. Vernești, Cârlomănești Material: AR               | Descriere avers: Cap uman foarte stilizat, având ca prototip îndepărtat efigia lui Zeus din profil, spre dreapta. Descriere revers: Cal schematizat, spre stânga, în poziție de trap, cu piciorul drept din față ridicat. | Muzeul Județean Buzău, Buzău | Cimec    |
|      | Drahmă              | Datare: prima jumătate a sec. I a.Chr Școală: tip Vârteju Descoperit: jud. Buzău, com. Vernești, Cârlomănești Material: AR                 | Descriere avers: Cap uman foarte stilizat, având ca prototip îndepărtat efigia lui Zeus din profil, spre dreapta. Descriere revers: Cal schematizat, spre stânga, în poziție de trap, cu piciorul drept din față ridicat. | Muzeul Județean Buzău, Buzău | Cimec    |
|      | Drahmă              | Datare: Prima jumătate a sec. I a. Chr. Școală: Tip Vârteju Descoperit: jud. Buzău, com. Vernești, Cârlomănești Material: AR               | Descriere avers: Cap uman foarte stilizat, având ca prototip îndepărtat efigia lui Zeus din profil, spre dreapta. Descriere revers: Cal schematizat, spre stânga, în poziție de trap, cu piciorul drept din față ridicat. | Muzeul Județean Buzău, Buzău | Cimec    |
|      | Drahmă              | Datare: Prima jumătate a sec. I a. Chr. Școală: Tip Vârteju Descoperit: jud. Buzău, com. Vernești, Cârlomănești Material: AR               | Descriere avers: Cap uman foarte stilizat, având ca prototip îndepărtat efigia lui Zeus din profil, spre dreapta. Descriere revers: Cal schematizat, spre stânga, în poziție de trap, cu piciorul drept din față ridicat. | Muzeul Județean Buzău, Buzău | Cimec    |
|      | Drahmă              | Datare: Prima jumătate a sec. I a. Chr. Școală: Tip Vârteju Descoperit: jud. Buzău, com. Vernești, Cârlomănești Material: AR               | Descriere avers: Cap uman foarte stilizat, având ca prototip îndepărtat efigia lui Zeus din profil, spre dreapta. Descriere revers: Cal schematizat, spre stânga, în poziție de trap, cu piciorul drept din față ridicat. | Muzeul Județean Buzău, Buzău | Cimec    |
|      | Drahmă              | Datare: Prima jumătate a sec. I a. Chr. Școală: Tip Vârteju Descoperit: jud. Buzău, com. Vernești, Cârlomănești Material: AR               | Descriere avers: Cap uman foarte stilizat, având ca prototip îndepărtat efigia lui Zeus din profil, spre dreapta. Descriere revers: Cal schematizat, spre stânga, în poziție de trap, cu piciorul drept din față ridicat. | Muzeul Județean Buzău, Buzău | Cimec    |
|      | Drahmă              | Datare: prima jumătate a sec. I a.Chr Școală: tip Vârteju Descoperit: jud. Buzău, com. Vernești, Cârlomănești Material: AR                 | Descriere avers: Cap uman foarte stilizat, având ca prototip îndepărtat efigia lui Zeus din profil, spre dreapta. Descriere revers: Cal schematizat, spre stânga, în poziție de trap, cu piciorul drept din față ridicat. | Muzeul Județean Buzău, Buzău | Cimec    |
|      | Drahmă              | Datare: Prima jumătate a sec. I a. Chr. Școală: Tip Vârteju Descoperit: jud. Buzău, com. Vernești, Cârlomănești Material: AR               | Descriere avers: Cap uman foarte stilizat, având ca prototip îndepărtat efigia lui Zeus din profil, spre dreapta. Descriere revers: Cal schematizat, spre stânga, în poziție de trap, cu piciorul drept din față ridicat. | Muzeul Județean Buzău, Buzău | Cimec    |
|      | Drahmă              | Datare: prima jumătate a sec. I a.Chr Școală: tip Vârteju Descoperit: jud. Buzău, com. Vernești, Cârlomănești Material: AR                 | Descriere avers: Cap uman foarte stilizat, având ca prototip îndepărtat efigia lui Zeus din profil, spre dreapta. Descriere revers: Cal schematizat, spre stânga, în poziție de trap, cu piciorul drept din față ridicat. | Muzeul Județean Buzău, Buzău | Cimec    |
|      | Drahmă              | Datare: prima jumătate a sec. I a.Chr Școală: tip Vârteju Descoperit: jud. Buzău, com. Vernești, Cârlomănești Material: AR                 | Descriere avers: Cap uman foarte stilizat, având ca prototip îndepărtat efigia lui Zeus din profil, spre dreapta. Descriere revers: Cal schematizat, spre stânga, în poziție de trap, cu piciorul drept din față ridicat. | Muzeul Județean Buzău, Buzău | Cimec    |
|      | Drahmă              | Datare: prima jumătate a sec. I a.Chr Școală: tip Vârteju Descoperit: jud. Buzău, com. Vernești, Cârlomănești Material: AR                 | Descriere avers: Cap uman foarte stilizat, având ca prototip îndepărtat efigia lui Zeus din profil, spre dreapta. Descriere revers: Cal schematizat, spre stânga, în poziție de trap, cu piciorul drept din față ridicat. | Muzeul Județean Buzău, Buzău | Cimec    |
|      | Drahmă              | Datare: prima jumătate a sec. I a.Chr Școală: tip Vârteju Descoperit: jud. Buzău, com. Vernești, Cârlomănești Material: AR                 | Descriere avers: Cap uman foarte stilizat, având ca prototip îndepărtat efigia lui Zeus din profil, spre dreapta. Descriere revers: Cal schematizat, spre stânga, în poziție de trap, cu piciorul drept din față ridicat. | Muzeul Județean Buzău, Buzău | Cimec    |
|      | Drahmă              | Datare: prima jumătate a sec. I a.Chr Școală: tip Vârteju Descoperit: jud. Buzău, com. Vernești, Cârlomănești Material: AR                 | Descriere avers: Cap uman foarte stilizat, având ca prototip îndepărtat efigia lui Zeus din profil, spre dreapta. Descriere revers: Cal schematizat, spre stânga, în poziție de trap, cu piciorul drept din față ridicat. | Muzeul Județean Buzău, Buzău | Cimec    |
|      | Drahmă              | Datare: prima jumătate a sec. I a.Chr Școală: tip Vârteju Descoperit: jud. Buzău, com. Vernești, Cârlomănești Material: AR                 | Descriere avers: Cap uman foarte stilizat, având ca prototip îndepărtat efigia lui Zeus din profil, spre dreapta. Descriere revers: Cal schematizat, spre stânga, în poziție de trap, cu piciorul drept din față ridicat. | Muzeul Județean Buzău, Buzău | Cimec    |
|      | Drahmă              | Datare: prima jumătate a sec. I a.Chr Școală: tip Vârteju Descoperit: jud. Buzău, com. Vernești, Cârlomănești Material: AR                 | Descriere avers: Cap uman foarte stilizat, având ca prototip îndepărtat efigia lui Zeus din profil, spre dreapta. Descriere revers: Cal schematizat, spre stânga, în poziție de trap, cu piciorul drept din față ridicat. | Muzeul Județean Buzău, Buzău | Cimec    |
|      | Drahmă              | Datare: Prima jumătate a sec. I a. Chr. Școală: Tip Vârteju Descoperit: jud. Buzău, com. Vernești, Cârlomănești Material: AR               | Descriere avers: Cap uman foarte stilizat, având ca prototip îndepărtat efigia lui Zeus din profil, spre dreapta. Descriere revers: Cal schematizat, spre stânga, în poziție de trap, cu piciorul drept din față ridicat. | Muzeul Județean Buzău, Buzău | Cimec    |
|      | Drahmă              | Datare: Prima jumătate a sec. I a. Chr. Școală: Tip Vârteju Descoperit: jud. Buzău, com. Vernești, Cârlomănești Material: AR               | Descriere avers: Cap uman foarte stilizat, având ca prototip îndepărtat efigia lui Zeus din profil, spre dreapta. Descriere revers: Cal schematizat, spre stânga, în poziție de trap, cu piciorul drept din față ridicat. | Muzeul Județean Buzău, Buzău | Cimec    |
|      | Drahmă              | Datare: Prima jumătate a sec. I a. Chr. Școală: Tip Vârteju Descoperit: jud. Buzău, com. Vernești, Cârlomănești Material: AR               | Descriere avers: Cap uman foarte stilizat, având ca prototip îndepărtat efigia lui Zeus din profil, spre dreapta. Descriere revers: Cal schematizat, spre stânga, în poziție de trap, cu piciorul drept din față ridicat. | Muzeul Județean Buzău, Buzău | Cimec    |
|      | Drahmă              | Datare: prima jumătate a sec. I a.Chr Școală: tip Vârteju Descoperit: jud. Buzău, com. Vernești, Cârlomănești Material: AR                 | Descriere avers: Cap uman foarte stilizat, având ca prototip îndepărtat efigia lui Zeus din profil, spre dreapta. Descriere revers: Cal schematizat, spre stânga, în poziție de trap, cu piciorul drept din față ridicat. | Muzeul Județean Buzău, Buzău | Cimec    |
|      | Drahmă              | Datare: prima jumătate a sec. I a.Chr Școală: tip Vârteju Descoperit: jud. Buzău, com. Vernești, Cârlomănești Material: AR                 | Descriere avers: Cap uman foarte stilizat, având ca prototip îndepărtat efigia lui Zeus din profil, spre dreapta. Descriere revers: Cal schematizat, spre stânga, în poziție de trap, cu piciorul drept din față ridicat. | Muzeul Județean Buzău, Buzău | Cimec    |
|      | Drahmă              | Datare: Prima jumătate a sec. I a. Chr. Școală: Tip Vârteju Descoperit: jud. Buzău, com. Vernești, Cârlomănești Material: AR               | Descriere avers: Cap uman foarte stilizat, având ca prototip îndepărtat efigia lui Zeus din profil, spre dreapta. Descriere revers: Cal schematizat, spre stânga, în poziție de trap, cu piciorul drept din față ridicat. | Muzeul Județean Buzău, Buzău | Cimec    |
|      | Drahmă              | Datare: Prima jumătate a sec. I a. Chr. Școală: Tip Vârteju Descoperit: jud. Buzău, com. Vernești, Cârlomănești Material: AR               | Descriere avers: Cap uman foarte stilizat, având ca prototip îndepărtat efigia lui Zeus din profil, spre dreapta. Descriere revers: Cal schematizat, spre stânga, în poziție de trap, cu piciorul drept din față ridicat. | Muzeul Județean Buzău, Buzău | Cimec    |
|      | Drahmă              | Datare: Prima jumătate a sec. I a. Chr. Școală: Tip Vârteju Descoperit: jud. Buzău, com. Vernești, Cârlomănești Material: AR               | Descriere avers: Cap uman foarte stilizat, având ca prototip îndepărtat efigia lui Zeus din profil, spre dreapta. Descriere revers: Cal schematizat, spre stânga, în poziție de trap, cu piciorul drept din față ridicat. | Muzeul Județean Buzău, Buzău | Cimec    |
|      | Drahmă              | Datare: prima jumătate a sec. I a.Chr Școală: tip Vârteju Descoperit: jud. Buzău, com. Vernești, Cârlomănești Material: AR                 | Descriere avers: Cap uman foarte stilizat, având ca prototip îndepărtat efigia lui Zeus din profil, spre dreapta. Descriere revers: Cal schematizat, spre stânga, în poziție de trap, cu piciorul drept din față ridicat. | Muzeul Județean Buzău, Buzău | Cimec    |
|      | Drahmă              | Datare: prima jumătate a sec. I a.Chr Școală: tip Vârteju Descoperit: jud. Buzău, com. Vernești, Cârlomănești Material: AR                 | Descriere avers: Cap uman foarte stilizat, având ca prototip îndepărtat efigia lui Zeus din profil, spre dreapta. Descriere revers: Cal schematizat, spre stânga, în poziție de trap, cu piciorul drept din față ridicat. | Muzeul Județean Buzău, Buzău | Cimec    |
|      | Drahmă              | Datare: Prima jumătate a sec. I a. Chr. Școală: Tip Vârteju Descoperit: jud. Buzău, com. Vernești, Cârlomănești Material: AR               | Descriere avers: Cap uman foarte stilizat, având ca prototip îndepărtat efigia lui Zeus din profil, spre dreapta. Descriere revers: Cal schematizat, spre stânga, în poziție de trap, cu piciorul drept din față ridicat. | Muzeul Județean Buzău, Buzău | Cimec    |
|      | Drahmă              | Datare: Prima jumătate a sec. I a. Chr. Școală: Tip Vârteju Descoperit: jud. Buzău, com. Vernești, Cârlomănești Material: AR               | Descriere avers: Cap uman foarte stilizat, având ca prototip îndepărtat efigia lui Zeus din profil, spre dreapta. Descriere revers: Cal schematizat, spre stânga, în poziție de trap, cu piciorul drept din față ridicat. | Muzeul Județean Buzău, Buzău | Cimec    |
|      | Drahmă              | Datare: Prima jumătate a sec. I a. Chr. Școală: Tip Vârteju Descoperit: jud. Buzău, com. Vernești, Cârlomănești Material: AR               | Descriere avers: Cap uman foarte stilizat, având ca prototip îndepărtat efigia lui Zeus din profil, spre dreapta. Descriere revers: Cal schematizat, spre stânga, în poziție de trap, cu piciorul drept din față ridicat. | Muzeul Județean Buzău, Buzău | Cimec    |
|      | Drahmă              | Datare: Prima jumătate a sec. I a. Chr. Școală: Tip Vârteju Descoperit: jud. Buzău, com. Vernești, Cârlomănești Material: AR               | Descriere avers: Cap uman foarte stilizat, având ca prototip îndepărtat efigia lui Zeus din profil, spre dreapta. Descriere revers: Cal schematizat, spre stânga, în poziție de trap, cu piciorul drept din față ridicat. | Muzeul Județean Buzău, Buzău | Cimec    |
|      | Drahmă              | Datare: Prima jumătate a sec. I a. Chr. Școală: Tip Vârteju Descoperit: jud. Buzău, com. Vernești, Cârlomănești Material: AR               | Descriere avers: Cap uman foarte stilizat, având ca prototip îndepărtat efigia lui Zeus din profil, spre dreapta. Descriere revers: Cal schematizat, spre stânga, în poziție de trap, cu piciorul drept din față ridicat. | Muzeul Județean Buzău, Buzău | Cimec    |
|      | Drahmă              | Datare: Prima jumătate a sec. I a. Chr. Școală: Tip Vârteju Descoperit: jud. Buzău, com. Vernești, Cârlomănești Material: AR               | Descriere avers: Cap uman foarte stilizat, având ca prototip îndepărtat efigia lui Zeus din profil, spre dreapta. Descriere revers: Cal schematizat, spre stânga, în poziție de trap, cu piciorul drept din față ridicat. | Muzeul Județean Buzău, Buzău | Cimec    |
|      | Drahmă              | Datare: Prima jumătate a sec. I a. Chr. Școală: Tip Vârteju Descoperit: jud. Buzău, com. Vernești, Cârlomănești Material: AR               | Descriere avers: Cap uman foarte stilizat, având ca prototip îndepărtat efigia lui Zeus din profil, spre dreapta. Descriere revers: Cal schematizat, spre stânga, în poziție de trap, cu piciorul drept din față ridicat. | Muzeul Județean Buzău, Buzău | Cimec    |
|      | Drahmă              | Datare: Prima jumătate a sec. I a. Chr. Școală: Tip Vârteju Descoperit: jud. Buzău, com. Vernești, Cârlomănești Material: AR               | Descriere avers: Cap uman foarte stilizat, având ca prototip îndepărtat efigia lui Zeus din profil, spre dreapta. Descriere revers: Cal schematizat, spre stânga, în poziție de trap, cu piciorul drept din față ridicat. | Muzeul Județean Buzău, Buzău | Cimec    |
|      | Drahmă              | Datare: Prima jumătate a sec. I a. Chr. Școală: Tip Vârteju Descoperit: jud. Buzău, com. Vernești, Cârlomănești Material: AR               | Descriere avers: Cap uman foarte stilizat, având ca prototip îndepărtat efigia lui Zeus din profil, spre dreapta. Descriere revers: Cal schematizat, spre stânga, în poziție de trap, cu piciorul drept din față ridicat. | Muzeul Județean Buzău, Buzău | Cimec    |
|      | Drahmă              | Datare: Prima jumătate a sec. I a. Chr. Școală: Tip Vârteju Descoperit: jud. Buzău, com. Vernești, Cârlomănești Material: AR               | Descriere avers: Cap uman foarte stilizat, având ca prototip îndepărtat efigia lui Zeus din profil, spre dreapta. Descriere revers: Cal schematizat, spre stânga, în poziție de trap, cu piciorul drept din față ridicat. | Muzeul Județean Buzău, Buzău | Cimec    |
|      | Drahmă              | Datare: Prima jumătate a sec. I a. Chr. Școală: Tip Vârteju Descoperit: jud. Buzău, com. Vernești, Cârlomănești Material: AR               | Descriere avers: Cap uman foarte stilizat, având ca prototip îndepărtat efigia lui Zeus din profil, spre dreapta. Descriere revers: Cal schematizat, spre stânga, în poziție de trap, cu piciorul drept din față ridicat. | Muzeul Județean Buzău, Buzău | Cimec    |
|      | Drahmă              | Datare: Prima jumătate a sec. I a. Chr. Școală: Tip Vârteju Descoperit: jud. Buzău, com. Vernești, Cârlomănești Material: AR               | Descriere avers: Cap uman foarte stilizat, având ca prototip îndepărtat efigia lui Zeus din profil, spre dreapta. Descriere revers: Cal schematizat, spre stânga, în poziție de trap, cu piciorul drept din față ridicat. | Muzeul Județean Buzău, Buzău | Cimec    |
|      | Drahmă              | Datare: Prima jumătate a sec. I a. Chr. Școală: Tip Vârteju Descoperit: jud. Buzău, com. Vernești, Cârlomănești Material: AR               | Descriere avers: Cap uman foarte stilizat, având ca prototip îndepărtat efigia lui Zeus din profil, spre dreapta. Descriere revers: Cal schematizat, spre stânga, în poziție de trap, cu piciorul drept din față ridicat. | Muzeul Județean Buzău, Buzău | Cimec    |
|      | Drahmă              | Datare: Prima jumătate a sec. I a. Chr. Școală: Tip Vârteju Descoperit: jud. Buzău, com. Vernești, Cârlomănești Material: AR               | Descriere avers: Cap uman foarte stilizat, având ca prototip îndepărtat efigia lui Zeus din profil, spre dreapta. Descriere revers: Cal schematizat, spre stânga, în poziție de trap, cu piciorul drept din față ridicat. | Muzeul Județean Buzău, Buzău | Cimec    |
|      | Drahmă              | Datare: Prima jumătate a sec. I a. Chr. Școală: Tip Vârteju Descoperit: jud. Buzău, com. Vernești, Cârlomănești Material: AR               | Descriere avers: Cap uman foarte stilizat, având ca prototip îndepărtat efigia lui Zeus din profil, spre dreapta. Descriere revers: Cal schematizat, spre stânga, în poziție de trap, cu piciorul drept din față ridicat. | Muzeul Județean Buzău, Buzău | Cimec    |
|      | Drahmă              | Datare: Prima jumătate a sec. I a. Chr. Școală: Tip Vârteju Descoperit: jud. Buzău, com. Vernești, Cârlomănești Material: AR               | Descriere avers: Cap uman foarte stilizat, având ca prototip îndepărtat efigia lui Zeus din profil, spre dreapta. Descriere revers: Cal schematizat, spre stânga, în poziție de trap, cu piciorul drept din față ridicat. | Muzeul Județean Buzău, Buzău | Cimec    |
|      | Drahmă              | Datare: Prima jumătate a sec. I a. Chr. Școală: Tip Vârteju Descoperit: jud. Buzău, com. Vernești, Cârlomănești Material: AR               | Descriere avers: Cap uman foarte stilizat, având ca prototip îndepărtat efigia lui Zeus din profil, spre dreapta. Descriere revers: Cal schematizat, spre stânga, în poziție de trap, cu piciorul drept din față ridicat. | Muzeul Județean Buzău, Buzău | Cimec    |
|      | Drahmă              | Datare: Prima jumătate a sec. I a. Chr. Școală: Tip Vârteju Descoperit: jud. Buzău, com. Vernești, Cârlomănești Material: AR               | Descriere avers: Cap uman foarte stilizat, având ca prototip îndepărtat efigia lui Zeus din profil, spre dreapta. Descriere revers: Cal schematizat, spre stânga, în poziție de trap, cu piciorul drept din față ridicat. | Muzeul Județean Buzău, Buzău | Cimec    |
|      | Drahmă              | Datare: Prima jumătate a sec. I a. Chr. Școală: Tip Vârteju Descoperit: jud. Buzău, com. Vernești, Cârlomănești Material: AR               | Descriere avers: Cap uman foarte stilizat, având ca prototip îndepărtat efigia lui Zeus din profil, spre dreapta. Descriere revers: Cal schematizat, spre stânga, în poziție de trap, cu piciorul drept din față ridicat. | Muzeul Județean Buzău, Buzău | Cimec    |
|      | Drahmă              | Datare: Prima jumătate a sec. I a. Chr. Școală: Tip Vârteju Descoperit: jud. Buzău, com. Vernești, Cârlomănești Material: AR               | Descriere avers: Cap uman foarte stilizat, având ca prototip îndepărtat efigia lui Zeus din profil, spre dreapta. Descriere revers: Cal schematizat, spre stânga, în poziție de trap, cu piciorul drept din față ridicat. | Muzeul Județean Buzău, Buzău | Cimec    |
|      | Drahmă              | Datare: Prima jumătate a sec. I a. Chr. Școală: Tip Vârteju Descoperit: jud. Buzău, com. Vernești, Cârlomănești Material: AR               | Descriere avers: Cap uman foarte stilizat, având ca prototip îndepărtat efigia lui Zeus din profil, spre dreapta. Descriere revers: Cal schematizat, spre stânga, în poziție de trap, cu piciorul drept din față ridicat. | Muzeul Județean Buzău, Buzău | Cimec    |
|      | Drahmă              | Datare: Prima jumătate a sec. I a. Chr. Școală: Tip Vârteju Descoperit: jud. Buzău, com. Vernești, Cârlomănești Material: AR               | Descriere avers: Cap uman foarte stilizat, având ca prototip îndepărtat efigia lui Zeus din profil, spre dreapta. Descriere revers: Cal schematizat, spre stânga, în poziție de trap, cu piciorul drept din față ridicat. | Muzeul Județean Buzău, Buzău | Cimec    |
|      | Drahmă              | Datare: Prima jumătate a sec. I a. Chr. Școală: Tip Vârteju Descoperit: jud. Buzău, com. Vernești, Cârlomănești Material: AR               | Descriere avers: Cap uman foarte stilizat, având ca prototip îndepărtat efigia lui Zeus din profil, spre dreapta. Descriere revers: Cal schematizat, spre stânga, în poziție de trap, cu piciorul drept din față ridicat. | Muzeul Județean Buzău, Buzău | Cimec    |
|      | Drahmă              | Datare: Prima jumătate a sec. I a. Chr. Școală: Tip Vârteju Descoperit: jud. Buzău, com. Vernești, Cârlomănești Material: AR               | Descriere avers: Cap uman foarte stilizat, având ca prototip îndepărtat efigia lui Zeus din profil, spre dreapta. Descriere revers: Cal schematizat, spre stânga, în poziție de trap, cu piciorul drept din față ridicat. | Muzeul Județean Buzău, Buzău | Cimec    |
|      | Drahmă              | Datare: Prima jumătate a sec. I a. Chr. Școală: Tip Vârteju Descoperit: jud. Buzău, com. Vernești, Cârlomănești Material: AR               | Descriere avers: Cap uman foarte stilizat, având ca prototip îndepărtat efigia lui Zeus din profil, spre dreapta. Descriere revers: Cal schematizat, spre stânga, în poziție de trap, cu piciorul drept din față ridicat. | Muzeul Județean Buzău, Buzău | Cimec    |
|      | Drahmă              | Datare: Prima jumătate a sec. I a. Chr. Școală: Tip Vârteju Descoperit: jud. Buzău, com. Vernești, Cârlomănești Material: AR               | Descriere avers: Cap uman foarte stilizat, având ca prototip îndepărtat efigia lui Zeus din profil, spre dreapta. Descriere revers: Cal schematizat, spre stânga, în poziție de trap, cu piciorul drept din față ridicat. | Muzeul Județean Buzău, Buzău | Cimec    |
|      | Drahmă              | Datare: Prima jumătate a sec. I a. Chr. Școală: Tip Vârteju Descoperit: jud. Buzău, com. Vernești, Cârlomănești Material: AR               | Descriere avers: Cap uman foarte stilizat, având ca prototip îndepărtat efigia lui Zeus din profil, spre dreapta. Descriere revers: Cal schematizat, spre stânga, în poziție de trap, cu piciorul drept din față ridicat. | Muzeul Județean Buzău, Buzău | Cimec    |
|      | Drahmă              | Datare: Prima jumătate a sec. I a. Chr. Școală: Tip Vârteju Descoperit: jud. Buzău, com. Vernești, Cârlomănești Material: AR               | Descriere avers: Cap uman foarte stilizat, având ca prototip îndepărtat efigia lui Zeus din profil, spre dreapta. Descriere revers: Cal schematizat, spre stânga, în poziție de trap, cu piciorul drept din față ridicat. | Muzeul Județean Buzău, Buzău | Cimec    |
|      | Drahmă              | Datare: Prima jumătate a sec. I a. Chr. Școală: Tip Vârteju Descoperit: jud. Buzău, com. Vernești, Cârlomănești Material: AR               | Descriere avers: Cap uman foarte stilizat, având ca prototip îndepărtat efigia lui Zeus din profil, spre dreapta. Descriere revers: Cal schematizat, spre stânga, în poziție de trap, cu piciorul drept din față ridicat. | Muzeul Județean Buzău, Buzău | Cimec    |
|      | Drahmă              | Datare: Prima jumătate a sec. I a. Chr. Școală: Tip Vârteju Descoperit: jud. Buzău, com. Vernești, Cârlomănești Material: AR               | Descriere avers: Cap uman foarte stilizat, având ca prototip îndepărtat efigia lui Zeus din profil, spre dreapta. Descriere revers: Cal schematizat, spre stânga, în poziție de trap, cu piciorul drept din față ridicat. | Muzeul Județean Buzău, Buzău | Cimec    |
|      | Drahmă              | Datare: Prima jumătate a sec. I a. Chr. Școală: Tip Vârteju Descoperit: jud. Buzău, com. Vernești, Cârlomănești Material: AR               | Descriere avers: Cap uman foarte stilizat, având ca prototip îndepărtat efigia lui Zeus din profil, spre dreapta. Descriere revers: Cal schematizat, spre stânga, în poziție de trap, cu piciorul drept din față ridicat. | Muzeul Județean Buzău, Buzău | Cimec    |
|      | Drahmă              | Datare: Prima jumătate a sec. I a. Chr. Școală: Tip Vârteju Descoperit: jud. Buzău, com. Vernești, Cârlomănești Material: AR               | Descriere avers: Cap uman foarte stilizat, având ca prototip îndepărtat efigia lui Zeus din profil, spre dreapta. Descriere revers: Cal schematizat, spre stânga, în poziție de trap, cu piciorul drept din față ridicat. | Muzeul Județean Buzău, Buzău | Cimec    |
|      | Drahmă              | Datare: Prima jumătate a sec. I a. Chr. Școală: Tip Vârteju Descoperit: jud. Buzău, com. Vernești, Cârlomănești Material: AR               | Descriere avers: Cap uman foarte stilizat, având ca prototip îndepărtat efigia lui Zeus din profil, spre dreapta. Descriere revers: Cal schematizat, spre stânga, în poziție de trap, cu piciorul drept din față ridicat. | Muzeul Județean Buzău, Buzău | Cimec    |
|      | Drahmă              | Datare: Prima jumătate a sec. I a. Chr. Școală: Tip Vârteju Descoperit: jud. Buzău, com. Vernești, Cârlomănești Material: AR               | Descriere avers: Cap uman foarte stilizat, având ca prototip îndepărtat efigia lui Zeus din profil, spre dreapta. Descriere revers: Cal schematizat, spre stânga, în poziție de trap, cu piciorul drept din față ridicat. | Muzeul Județean Buzău, Buzău | Cimec    |
|      | Drahmă              | Datare: Prima jumătate a sec. I a. Chr. Școală: Tip Vârteju Descoperit: jud. Buzău, com. Vernești, Cârlomănești Material: AR               | Descriere avers: Cap uman foarte stilizat, având ca prototip îndepărtat efigia lui Zeus din profil, spre dreapta. Descriere revers: Cal schematizat, spre stânga, în poziție de trap, cu piciorul drept din față ridicat. | Muzeul Județean Buzău, Buzău | Cimec    |
|      | Drahmă              | Datare: Prima jumătate a sec. I a. Chr. Școală: Tip Vârteju Descoperit: jud. Buzău, com. Vernești, Cârlomănești Material: AR               | Descriere avers: Cap uman foarte stilizat, având ca prototip îndepărtat efigia lui Zeus din profil, spre dreapta. Descriere revers: Cal schematizat, spre stânga, în poziție de trap, cu piciorul drept din față ridicat. | Muzeul Județean Buzău, Buzău | Cimec    |
|      | Drahmă              | Datare: Prima jumătate a sec. I a. Chr. Școală: Tip Vârteju Descoperit: jud. Buzău, com. Vernești, Cârlomănești Material: AR               | Descriere avers: Cap uman foarte stilizat, având ca prototip îndepărtat efigia lui Zeus din profil, spre dreapta. Descriere revers: Cal schematizat, spre stânga, în poziție de trap, cu piciorul drept din față ridicat. | Muzeul Județean Buzău, Buzău | Cimec    |
|      | Drahmă              | Datare: Prima jumătate a sec. I a. Chr. Școală: Tip Vârteju Descoperit: jud. Buzău, com. Vernești, Cârlomănești Material: AR               | Descriere avers: Cap uman foarte stilizat, având ca prototip îndepărtat efigia lui Zeus din profil, spre dreapta. Descriere revers: Cal schematizat, spre stânga, în poziție de trap, cu piciorul drept din față ridicat. | Muzeul Județean Buzău, Buzău | Cimec    |
|      | Drahmă              | Datare: Prima jumătate a sec. I a. Chr. Școală: Tip Vârteju Descoperit: jud. Buzău, com. Vernești, Cârlomănești Material: AR               | Descriere avers: Cap uman foarte stilizat, având ca prototip îndepărtat efigia lui Zeus din profil, spre dreapta. Descriere revers: Cal schematizat, spre stânga, în poziție de trap, cu piciorul drept din față ridicat. | Muzeul Județean Buzău, Buzău | Cimec    |
|      | Drahmă              | Datare: Prima jumătate a sec. I a. Chr. Școală: Tip Vârteju Descoperit: jud. Buzău, com. Vernești, Cârlomănești Material: AR               | Descriere avers: Cap uman foarte stilizat, având ca prototip îndepărtat efigia lui Zeus din profil, spre dreapta. Descriere revers: Cal schematizat, spre stânga, în poziție de trap, cu piciorul drept din față ridicat. | Muzeul Județean Buzău, Buzău | Cimec    |
|      | Drahmă              | Datare: Prima jumătate a sec. I a. Chr. Școală: Tip Vârteju Descoperit: jud. Buzău, com. Vernești, Cârlomănești Material: AR               | Descriere avers: Cap uman foarte stilizat, având ca prototip îndepărtat efigia lui Zeus din profil, spre dreapta. Descriere revers: Cal schematizat, spre stânga, în poziție de trap, cu piciorul drept din față ridicat. | Muzeul Județean Buzău, Buzău | Cimec    |
|      | Drahmă              | Datare: Prima jumătate a sec. I a. Chr. Școală: Tip Vârteju Descoperit: jud. Buzău, com. Vernești, Cârlomănești Material: AR               | Descriere avers: Cap uman foarte stilizat, având ca prototip îndepărtat efigia lui Zeus din profil, spre dreapta. Descriere revers: Cal schematizat, spre stânga, în poziție de trap, cu piciorul drept din față ridicat. | Muzeul Județean Buzău, Buzău | Cimec    |
|      | Drahmă              | Datare: Prima jumătate a sec. I a. Chr. Școală: Tip Vârteju Descoperit: jud. Buzău, com. Vernești, Cârlomănești Material: AR               | Descriere avers: Cap uman foarte stilizat, având ca prototip îndepărtat efigia lui Zeus din profil, spre dreapta. Descriere revers: Cal schematizat, spre stânga, în poziție de trap, cu piciorul drept din față ridicat. | Muzeul Județean Buzău, Buzău | Cimec    |
|      | Drahmă              | Datare: Prima jumătate a sec. I a. Chr. Școală: Tip Vârteju Descoperit: jud. Buzău, com. Vernești, Cârlomănești Material: AR               | Descriere avers: Cap uman foarte stilizat, având ca prototip îndepărtat efigia lui Zeus din profil, spre dreapta. Descriere revers: Cal schematizat, spre stânga, în poziție de trap, cu piciorul drept din față ridicat. | Muzeul Județean Buzău, Buzău | Cimec    |
|      | Drahmă              | Datare: Prima jumătate a sec. I a. Chr. Școală: Tip Vârteju Descoperit: jud. Buzău, com. Vernești, Cârlomănești Material: AR               | Descriere avers: Cap uman foarte stilizat, având ca prototip îndepărtat efigia lui Zeus din profil, spre dreapta. Descriere revers: Cal schematizat, spre stânga, în poziție de trap, cu piciorul drept din față ridicat. | Muzeul Județean Buzău, Buzău | Cimec    |
|      | Drahmă              | Datare: Prima jumătate a sec. I a. Chr. Școală: Tip Vârteju Descoperit: jud. Buzău, com. Vernești, Cârlomănești Material: AR               | Descriere avers: Cap uman foarte stilizat, având ca prototip îndepărtat efigia lui Zeus din profil, spre dreapta. Descriere revers: Cal schematizat, spre stânga, în poziție de trap, cu piciorul drept din față ridicat. | Muzeul Județean Buzău, Buzău | Cimec    |
|      | Drahmă              | Datare: Prima jumătate a sec. I a. Chr. Școală: Tip Vârteju Descoperit: jud. Buzău, com. Vernești, Cârlomănești Material: AR               | Descriere avers: Cap uman foarte stilizat, având ca prototip îndepărtat efigia lui Zeus din profil, spre dreapta. Descriere revers: Cal schematizat, spre stânga, în poziție de trap, cu piciorul drept din față ridicat. | Muzeul Județean Buzău, Buzău | Cimec    |
|      | Drahmă              | Datare: Prima jumătate a sec. I a. Chr. Școală: Tip Vârteju Descoperit: jud. Buzău, com. Vernești, Cârlomănești Material: AR               | Descriere avers: Cap uman foarte stilizat, având ca prototip îndepărtat efigia lui Zeus din profil, spre dreapta. Descriere revers: Cal schematizat, spre stânga, în poziție de trap, cu piciorul drept din față ridicat. | Muzeul Județean Buzău, Buzău | Cimec    |
|      | Drahmă              | Datare: Prima jumătate a sec. I a. Chr. Școală: Tip Vârteju Descoperit: jud. Buzău, com. Vernești, Cârlomănești Material: AR               | Descriere avers: Cap uman foarte stilizat, având ca prototip îndepărtat efigia lui Zeus din profil, spre dreapta. Descriere revers: Cal schematizat, spre stânga, în poziție de trap, cu piciorul drept din față ridicat. | Muzeul Județean Buzău, Buzău | Cimec    |
|      | Drahmă              | Datare: Prima jumătate a sec. I a. Chr. Școală: Tip Vârteju Descoperit: jud. Buzău, com. Vernești, Cârlomănești Material: AR               | Descriere avers: Cap uman foarte stilizat, având ca prototip îndepărtat efigia lui Zeus din profil, spre dreapta. Descriere revers: Cal schematizat, spre stânga, în poziție de trap, cu piciorul drept din față ridicat. | Muzeul Județean Buzău, Buzău | Cimec    |
|      | Drahmă              | Datare: Prima jumătate a sec. I a. Chr. Școală: Tip Vârteju Descoperit: jud. Buzău, com. Vernești, Cârlomănești Material: AR               | Descriere avers: Cap uman foarte stilizat, având ca prototip îndepărtat efigia lui Zeus din profil, spre dreapta. Descriere revers: Cal schematizat, spre stânga, în poziție de trap, cu piciorul drept din față ridicat. | Muzeul Județean Buzău, Buzău | Cimec    |
|      | Drahmă              | Datare: Prima jumătate a sec. I a. Chr. Școală: Tip Vârteju Descoperit: jud. Buzău, com. Vernești, Cârlomănești Material: AR               | Descriere avers: Cap uman foarte stilizat, având ca prototip îndepărtat efigia lui Zeus din profil, spre dreapta. Descriere revers: Cal schematizat, spre stânga, în poziție de trap, cu piciorul drept din față ridicat. | Muzeul Județean Buzău, Buzău | Cimec    |
|      | Drahmă              | Datare: Prima jumătate a sec. I a. Chr. Școală: Tip Vârteju Descoperit: jud. Buzău, com. Vernești, Cârlomănești Material: AR               | Descriere avers: Cap uman foarte stilizat, având ca prototip îndepărtat efigia lui Zeus din profil, spre dreapta. Descriere revers: Cal schematizat, spre stânga, în poziție de trap, cu piciorul drept din față ridicat. | Muzeul Județean Buzău, Buzău | Cimec    |
|      | Drahmă              | Datare: Prima jumătate a sec. I a. Chr. Școală: Tip Vârteju Descoperit: jud. Buzău, com. Vernești, Cârlomănești Material: AR               | Descriere avers: Cap uman foarte stilizat, având ca prototip îndepărtat efigia lui Zeus din profil, spre dreapta. Descriere revers: Cal schematizat, spre stânga, în poziție de trap, cu piciorul drept din față ridicat. | Muzeul Județean Buzău, Buzău | Cimec    |
|      | Drahmă              | Datare: Prima jumătate a sec. I a. Chr. Școală: Tip Vârteju Descoperit: jud. Buzău, com. Vernești, Cârlomănești Material: AR               | Descriere avers: Cap uman foarte stilizat, având ca prototip îndepărtat efigia lui Zeus din profil, spre dreapta. Descriere revers: Cal schematizat, spre stânga, în poziție de trap, cu piciorul drept din față ridicat. | Muzeul Județean Buzău, Buzău | Cimec    |
|      | Drahmă              | Datare: Prima jumătate a sec. I a. Chr. Școală: Tip Vârteju Descoperit: jud. Buzău, com. Vernești, Cârlomănești Material: AR               | Descriere avers: Cap uman foarte stilizat, având ca prototip îndepărtat efigia lui Zeus din profil, spre dreapta. Descriere revers: Cal schematizat, spre stânga, în poziție de trap, cu piciorul drept din față ridicat. | Muzeul Județean Buzău, Buzău | Cimec    |
|      | Drahmă              | Datare: Prima jumătate a sec. I a. Chr. Școală: Tip Vârteju Descoperit: jud. Buzău, com. Vernești, Cârlomănești Material: AR               | Descriere avers: Cap uman foarte stilizat, având ca prototip îndepărtat efigia lui Zeus din profil, spre dreapta. Descriere revers: Cal schematizat, spre stânga, în poziție de trap, cu piciorul drept din față ridicat. | Muzeul Județean Buzău, Buzău | Cimec    |
|      | Drahmă              | Datare: Prima jumătate a sec. I a. Chr. Școală: Tip Vârteju Descoperit: jud. Buzău, com. Vernești, Cârlomănești Material: AR               | Descriere avers: Cap uman foarte stilizat, având ca prototip îndepărtat efigia lui Zeus din profil, spre dreapta. Descriere revers: Cal schematizat, spre stânga, în poziție de trap, cu piciorul drept din față ridicat. | Muzeul Județean Buzău, Buzău | Cimec    |
|      | Drahmă              | Datare: Prima jumătate a sec. I a. Chr. Școală: Tip Vârteju Descoperit: jud. Buzău, com. Vernești, Cârlomănești Material: AR               | Descriere avers: Cap uman foarte stilizat, având ca prototip îndepărtat efigia lui Zeus din profil, spre dreapta. Descriere revers: Cal schematizat, spre stânga, în poziție de trap, cu piciorul drept din față ridicat. | Muzeul Județean Buzău, Buzău | Cimec    |
|      | Drahmă              | Datare: Prima jumătate a sec. I a. Chr. Școală: Tip Vârteju Descoperit: jud. Buzău, com. Vernești, Cârlomănești Material: AR               | Descriere avers: Cap uman foarte stilizat, având ca prototip îndepărtat efigia lui Zeus din profil, spre dreapta. Descriere revers: Cal schematizat, spre stânga, în poziție de trap, cu piciorul drept din față ridicat. | Muzeul Județean Buzău, Buzău | Cimec    |
|      | Drahmă              | Datare: Prima jumătate a sec. I a. Chr. Școală: Tip Vârteju Descoperit: jud. Buzău, com. Vernești, Cârlomănești Material: AR               | Descriere avers: Cap uman foarte stilizat, având ca prototip îndepărtat efigia lui Zeus din profil, spre dreapta. Descriere revers: Cal schematizat, spre stânga, în poziție de trap, cu piciorul drept din față ridicat. | Muzeul Județean Buzău, Buzău | Cimec    |
|      | Drahmă              | Datare: Prima jumătate a sec. I a. Chr. Școală: Tip Vârteju Descoperit: jud. Buzău, com. Vernești, Cârlomănești Material: AR               | Descriere avers: Cap uman foarte stilizat, având ca prototip îndepărtat efigia lui Zeus din profil, spre dreapta. Descriere revers: Cal schematizat, spre stânga, în poziție de trap, cu piciorul drept din față ridicat. | Muzeul Județean Buzău, Buzău | Cimec    |
|      | Drahmă              | Datare: Prima jumătate a sec. I a. Chr. Școală: Tip Vârteju Descoperit: jud. Buzău, com. Vernești, Cârlomănești Material: AR               | Descriere avers: Cap uman foarte stilizat, având ca prototip îndepărtat efigia lui Zeus din profil, spre dreapta. Descriere revers: Cal schematizat, spre stânga, în poziție de trap, cu piciorul drept din față ridicat. | Muzeul Județean Buzău, Buzău | Cimec    |
|      | Drahmă              | Datare: Prima jumătate a sec. I a. Chr. Școală: Tip Vârteju Descoperit: jud. Buzău, com. Vernești, Cârlomănești Material: AR               | Descriere avers: Cap uman foarte stilizat, având ca prototip îndepărtat efigia lui Zeus din profil, spre dreapta. Descriere revers: Cal schematizat, spre stânga, în poziție de trap, cu piciorul drept din față ridicat. | Muzeul Județean Buzău, Buzău | Cimec    |
|      | Drahmă              | Datare: Prima jumătate a sec. I a. Chr. Școală: Tip Vârteju Descoperit: jud. Buzău, com. Vernești, Cârlomănești Material: AR               | Descriere avers: Cap uman foarte stilizat, având ca prototip îndepărtat efigia lui Zeus din profil, spre dreapta. Descriere revers: Cal schematizat, spre stânga, în poziție de trap, cu piciorul drept din față ridicat. | Muzeul Județean Buzău, Buzău | Cimec    |
|      | Drahmă              | Datare: Prima jumătate a sec. I a. Chr. Școală: Tip Vârteju Descoperit: jud. Buzău, com. Vernești, Cârlomănești Material: AR               | Descriere avers: Cap uman foarte stilizat, având ca prototip îndepărtat efigia lui Zeus din profil, spre dreapta. Descriere revers: Cal schematizat, spre stânga, în poziție de trap, cu piciorul drept din față ridicat. | Muzeul Județean Buzău, Buzău | Cimec    |
|      | Drahmă              | Datare: Prima jumătate a sec. I a. Chr. Școală: Tip Vârteju Descoperit: jud. Buzău, com. Vernești, Cârlomănești Material: AR               | Descriere avers: Cap uman foarte stilizat, având ca prototip îndepărtat efigia lui Zeus din profil, spre dreapta. Descriere revers: Cal schematizat, spre stânga, în poziție de trap, cu piciorul drept din față ridicat. | Muzeul Județean Buzău, Buzău | Cimec    |
|      | Drahmă              | Datare: Prima jumătate a sec. I a. Chr. Școală: Tip Vârteju Descoperit: jud. Buzău, com. Vernești, Cârlomănești Material: AR               | Descriere avers: Cap uman foarte stilizat, având ca prototip îndepărtat efigia lui Zeus din profil, spre dreapta. Descriere revers: Cal schematizat, spre stânga, în poziție de trap, cu piciorul drept din față ridicat. | Muzeul Județean Buzău, Buzău | Cimec    |
|      | Drahmă              | Datare: Prima jumătate a sec. I a. Chr. Școală: Tip Vârteju Descoperit: jud. Buzău, com. Vernești, Cârlomănești Material: AR               | Descriere avers: Cap uman foarte stilizat, având ca prototip îndepărtat efigia lui Zeus din profil, spre dreapta. Descriere revers: Cal schematizat, spre stânga, în poziție de trap, cu piciorul drept din față ridicat. | Muzeul Județean Buzău, Buzău | Cimec    |
|      | Drahmă              | Datare: Prima jumătate a sec. I a. Chr. Școală: Tip Vârteju Descoperit: jud. Buzău, com. Vernești, Cârlomănești Material: AR               | Descriere avers: Cap uman foarte stilizat, având ca prototip îndepărtat efigia lui Zeus din profil, spre dreapta. Descriere revers: Cal schematizat, spre stânga, în poziție de trap, cu piciorul drept din față ridicat. | Muzeul Județean Buzău, Buzău | Cimec    |
|      | Drahmă              | Datare: Prima jumătate a sec. I a. Chr. Școală: Tip Vârteju Descoperit: jud. Buzău, com. Vernești, Cârlomănești Material: AR               | Descriere avers: Cap uman foarte stilizat, având ca prototip îndepărtat efigia lui Zeus din profil, spre dreapta. Descriere revers: Cal schematizat, spre stânga, în poziție de trap, cu piciorul drept din față ridicat. | Muzeul Județean Buzău, Buzău | Cimec    |
|      | Drahmă              | Datare: Prima jumătate a sec. I a. Chr. Școală: Tip Vârteju Descoperit: jud. Buzău, com. Vernești, Cârlomănești Material: AR               | Descriere avers: Cap uman foarte stilizat, având ca prototip îndepărtat efigia lui Zeus din profil, spre dreapta. Descriere revers: Cal schematizat, spre stânga, în poziție de trap, cu piciorul drept din față ridicat. | Muzeul Județean Buzău, Buzău | Cimec    |
|      | Drahmă              | Datare: Prima jumătate a sec. I a. Chr. Școală: Tip Vârteju Descoperit: jud. Buzău, com. Vernești, Cârlomănești Material: AR               | Descriere avers: Cap uman foarte stilizat, având ca prototip îndepărtat efigia lui Zeus din profil, spre dreapta. Descriere revers: Cal schematizat, spre stânga, în poziție de trap, cu piciorul drept din față ridicat. | Muzeul Județean Buzău, Buzău | Cimec    |
|      | Drahmă              | Datare: Prima jumătate a sec. I a. Chr. Școală: Tip Vârteju Descoperit: jud. Buzău, com. Vernești, Cârlomănești Material: AR               | Descriere avers: Cap uman foarte stilizat, având ca prototip îndepărtat efigia lui Zeus din profil, spre dreapta. Descriere revers: Cal schematizat, spre stânga, în poziție de trap, cu piciorul drept din față ridicat. | Muzeul Județean Buzău, Buzău | Cimec    |
|      | Drahmă              | Datare: Prima jumătate a sec. I a. Chr. Școală: Tip Vârteju Descoperit: jud. Buzău, com. Vernești, Cârlomănești Material: AR               | Descriere avers: Cap uman foarte stilizat, având ca prototip îndepărtat efigia lui Zeus din profil, spre dreapta. Descriere revers: Cal schematizat, spre stânga, în poziție de trap, cu piciorul drept din față ridicat. | Muzeul Județean Buzău, Buzău | Cimec    |
|      | Drahmă              | Datare: Prima jumătate a sec. I a. Chr. Școală: Tip Vârteju Descoperit: jud. Buzău, com. Vernești, Cârlomănești Material: AR               | Descriere avers: Cap uman foarte stilizat, având ca prototip îndepărtat efigia lui Zeus din profil, spre dreapta. Descriere revers: Cal schematizat, spre stânga, în poziție de trap, cu piciorul drept din față ridicat. | Muzeul Județean Buzău, Buzău | Cimec    |
|      | Drahmă              | Datare: Prima jumătate a sec. I a. Chr. Școală: Tip Vârteju Descoperit: jud. Buzău, com. Vernești, Cârlomănești Material: AR               | Descriere avers: Cap uman foarte stilizat, având ca prototip îndepărtat efigia lui Zeus din profil, spre dreapta. Descriere revers: Cal schematizat, spre stânga, în poziție de trap, cu piciorul drept din față ridicat. | Muzeul Județean Buzău, Buzău | Cimec    |
|      | Drahmă              | Datare: Prima jumătate a sec. I a. Chr. Școală: Tip Vârteju Descoperit: jud. Buzău, com. Vernești, Cârlomănești Material: AR               | Descriere avers: Cap uman foarte stilizat, având ca prototip îndepărtat efigia lui Zeus din profil, spre dreapta. Descriere revers: Cal schematizat, spre stânga, în poziție de trap, cu piciorul drept din față ridicat. | Muzeul Județean Buzău, Buzău | Cimec    |
|      | Drahmă              | Datare: Prima jumătate a sec. I a. Chr. Școală: Tip Vârteju Descoperit: jud. Buzău, com. Vernești, Cârlomănești Material: AR               | Descriere avers: Cap uman foarte stilizat, având ca prototip îndepărtat efigia lui Zeus din profil, spre dreapta. Descriere revers: Cal schematizat, spre stânga, în poziție de trap, cu piciorul drept din față ridicat. | Muzeul Județean Buzău, Buzău | Cimec    |
|      | Drahmă              | Datare: Prima jumătate a sec. I a. Chr. Școală: Tip Vârteju Descoperit: jud. Buzău, com. Vernești, Cârlomănești Material: AR               | Descriere avers: Cap uman foarte stilizat, având ca prototip îndepărtat efigia lui Zeus din profil, spre dreapta. Descriere revers: Cal schematizat, spre stânga, în poziție de trap, cu piciorul drept din față ridicat. | Muzeul Județean Buzău, Buzău | Cimec    |
|      | Drahmă              | Datare: Prima jumătate a sec. I a. Chr. Școală: Tip Vârteju Descoperit: jud. Buzău, com. Vernești, Cârlomănești Material: AR               | Descriere avers: Cap uman foarte stilizat, având ca prototip îndepărtat efigia lui Zeus din profil, spre dreapta. Descriere revers: Cal schematizat, spre stânga, în poziție de trap, cu piciorul drept din față ridicat. | Muzeul Județean Buzău, Buzău | Cimec    |
|      | Drahmă              | Datare: Prima jumătate a sec. I a. Chr. Școală: Tip Vârteju Descoperit: jud. Buzău, com. Vernești, Cârlomănești Material: AR               | Descriere avers: Cap uman foarte stilizat, având ca prototip îndepărtat efigia lui Zeus din profil, spre dreapta. Descriere revers: Cal schematizat, spre stânga, în poziție de trap, cu piciorul drept din față ridicat. | Muzeul Județean Buzău, Buzău | Cimec    |
|      | Drahmă              | Datare: Prima jumătate a sec. I a. Chr. Școală: Tip Vârteju Descoperit: jud. Buzău, com. Vernești, Cârlomănești Material: AR               | Descriere avers: Cap uman foarte stilizat, având ca prototip îndepărtat efigia lui Zeus din profil, spre dreapta. Descriere revers: Cal schematizat, spre stânga, în poziție de trap, cu piciorul drept din față ridicat. | Muzeul Județean Buzău, Buzău | Cimec    |
|      | Drahmă              | Datare: Prima jumătate a sec. I a. Chr. Școală: Tip Vârteju Descoperit: jud. Buzău, com. Vernești, Cârlomănești Material: AR               | Descriere avers: Cap uman foarte stilizat, având ca prototip îndepărtat efigia lui Zeus din profil, spre dreapta. Descriere revers: Cal schematizat, spre stânga, în poziție de trap, cu piciorul drept din față ridicat. | Muzeul Județean Buzău, Buzău | Cimec    |
|      | Denar               | Datare: 119-122 Școală: Roma Descoperit: jud. Buzău, com. Cislău, Bărăști Material: AR                                                     | Descriere avers: Bustul împăratului spre dreapta Descriere revers: Aequitas spre stânga ținând balanță și cornul abundenței Legendă revers: P M TR P COS III | Muzeul Județean Buzău, Buzău | Cimec    |
|      | Denar               | Datare: 119-122 Școală: Roma Descoperit: jud. Buzău, com. Cislău, Bărăști Material: AR                                                     | Descriere avers: Bustul împăratului spre dreapta Descriere revers: Pietas spre dreapta Descriere exergă: VOT PVB Legendă revers: P M TR P COS III | Muzeul Județean Buzău, Buzău | Cimec    |
|      | Denar               | Datare: 119-122 Școală: Roma Descoperit: jud. Buzău, com. Cislău, Bărăști Material: AR                                                     | Descriere avers: Bustul împăratului spre dreapta Descriere revers: Aeternitas spre stânga ținând Soarele și Luna Legendă revers: P M TR P COS III | Muzeul Județean Buzău, Buzău | Cimec    |
|      | Denar               | Datare: 119-122 Școală: Roma Descoperit: jud. Buzău, com. Cislău, Bărăști Material: AR                                                     | Descriere avers: Bustul împăratului spre dreapta Descriere revers: Felicitas spre stânga ținând caduceu și cornul abundenței Legendă revers: P M TR P COS III | Muzeul Județean Buzău, Buzău | Cimec    |
|      | Denar               | Datare: 148-161 Școală: Roma Descoperit: jud. Buzău, com. Cislău, Bărăști Material: AR                                                     | Descriere avers: Bust spre dreapta Descriere revers: VENVS Legendă revers: Venus spre stânga | Muzeul Județean Buzău, Buzău | Cimec    |
|      | Denar               | Datare: 161-176 Școală: Roma Descoperit: jud. Buzău, com. Cislău, Bărăști Material: AR                                                     | Descriere avers: Bust spre dreapta Descriere revers: Fecunditas spre dreapta ținând sceptru Legendă revers: FECVNDITAS | Muzeul Județean Buzău, Buzău | Cimec    |
|      | Denar               | Datare: 161 Descoperit: jud. Buzău, com. Cislău, Bărăști Material: AR                                                                      | Descriere avers: Bust spre dreapta Descriere revers: Vultur spre dreapta stând pe altar ornat cu ghirlande Legendă revers: CONSECRATIO | Muzeul Județean Buzău, Buzău | Cimec    |
|      | Denar               | Datare: 125-128 Școală: Roma Descoperit: jud. Buzău, com. Cislău, Bărăști Material: AR                                                     | Descriere avers: Capul împăratului spre dreapta Descriere revers: Victorie șezând spre stânga ține cunună și frunză de palmier Legendă revers: COS III | Muzeul Județean Buzău, Buzău | Cimec    |
|      | Denar               | Datare: 125-128 Școală: Roma Descoperit: jud. Buzău, com. Cislău, Bărăști Material: AR                                                     | Descriere avers: Capul împăratului spre dreapta Descriere revers: Victorie șezând spre stânga ține cunună și frunză de palmier Legendă revers: COS III | Muzeul Județean Buzău, Buzău | Cimec    |
|      | Denar               | Datare: 132-134 Școală: Roma Descoperit: jud. Buzău, com. Cislău, Bărăști Material: AR                                                     | Descriere avers: Capul împăratului spre dreapta Descriere revers: Felicitas șezând spre stânga ține caduceu și cornul abundenței Legendă revers: FELICITAS AVG COS III PP | Muzeul Județean Buzău, Buzău | Cimec    |
|      | Denar               | Datare: 119-122 Școală: Roma Descoperit: jud. Buzău, com. Cislău, Bărăști Material: AR                                                     | Descriere avers: Bustul împăratului spre dreapta Descriere revers: Felicitas spre stânga ținând caduceu și cornul abundenței Legendă revers: P M TR P COS III | Muzeul Județean Buzău, Buzău | Cimec    |
|      | Denar               | Datare: 119-122 Școală: Roma Descoperit: jud. Buzău, com. Cislău, Bărăști Material: AR                                                     | Descriere avers: Bustul împăratului spre dreapta Descriere revers: Fortuna spre stânga sprijinindu-se de o coloană Legendă revers: P M TR P COS III | Muzeul Județean Buzău, Buzău | Cimec    |
|      | Denar               | Datare: 134-138 Școală: Roma Descoperit: jud. Buzău, com. Cislău, Bărăști Material: AR                                                     | Descriere avers: Capul împăratului spre dreapta Descriere revers: Tellus spre stânga Legendă revers: TELLVSSTABIL | Muzeul Județean Buzău, Buzău | Cimec    |
|      | Denar               | Datare: 134-138 Școală: Roma Descoperit: jud. Buzău, com. Cislău, Bărăști Material: AR                                                     | Descriere avers: Capul împăratului spre dreapta Descriere revers: Providentia spre stânga ținând sceptru Legendă revers: PROVIDENTIA AVG | Muzeul Județean Buzău, Buzău | Cimec    |
|      | Denar               | Datare: 134-138 Școală: Roma Descoperit: jud. Buzău, com. Cislău, Bărăști Material: AR                                                     | Descriere avers: Capul împăratului spre dreapta Descriere revers: Salus spre stânga ținând sceptru sacrifică din patera deasupra unui altar Legendă revers: SALVS AVG | Muzeul Județean Buzău, Buzău | Cimec    |
|      | Denar               | Datare: 119-122 Școală: Roma Descoperit: jud. Buzău, com. Cislău, Bărăști Material: AR                                                     | Descriere avers: Bustul împăratului spre dreapta Descriere revers: Marte mergând spre dreapta, ține lance și trofeu Legendă revers: P M TR P COS III | Muzeul Județean Buzău, Buzău | Cimec    |
|      | Denar               | Datare: 119-122 Școală: Roma Descoperit: jud. Buzău, com. Cislău, Bărăști Material: AR                                                     | Descriere avers: Bustul împăratului spre dreapta Descriere revers: Pax spre stânga ținând ramură și sceptru Legendă revers: P M TR P COS III | Muzeul Județean Buzău, Buzău | Cimec    |
|      | Denar               | Datare: 134-138 Școală: Roma Descoperit: jud. Buzău, com. Cislău, Bărăști Material: AR                                                     | Descriere avers: Capul împăratului spre dreapta Descriere revers: Asia spre stânga cu piciorul pe proră ține cârma Legendă revers: ASIA | Muzeul Județean Buzău, Buzău | Cimec    |
|      | Denar               | Datare: 134-138 Școală: Roma Descoperit: jud. Buzău, com. Cislău, Bărăști Material: AR                                                     | Descriere avers: Capul împăratului spre dreapta Descriere revers: Italia spre stânga ținând sceptru și cornul abundenței Legendă revers: ITALIA | Muzeul Județean Buzău, Buzău | Cimec    |
|      | Denar               | Datare: 134-138 Școală: Roma Descoperit: jud. Buzău, com. Cislău, Bărăști Material: AR                                                     | Descriere avers: Capul împăratului spre dreapta Descriere revers: Moneta spre stânga ținând balanța și cornul abundenței Legendă revers: MONETA AVG | Muzeul Județean Buzău, Buzău | Cimec    |
|      | Denar               | Datare: 119-122 Școală: Roma Descoperit: jud. Buzău, com. Cislău, Bărăști Material: AR                                                     | Descriere avers: Bustul împăratului spre dreapta Descriere revers: Ocean culcat spre stânga ține ancora în mâna dreaptă Legendă revers: P M TR P COS III | Muzeul Județean Buzău, Buzău | Cimec    |
|      | Denar               | Datare: 119-122 Școală: Roma Descoperit: jud. Buzău, com. Cislău, Bărăști Material: AR                                                     | Descriere avers: Bustul împăratului spre dreapta Descriere revers: Libertas șezând spre stânga ține ramură și sceptru Descriere exergă: LIBPVB Legendă revers: P M TR P COS III | Muzeul Județean Buzău, Buzău | Cimec    |
|      | Denar               | Datare: 119-122 Școală: Roma Descoperit: jud. Buzău, com. Cislău, Bărăști Material: AR                                                     | Descriere avers: Bustul împăratului spre dreapta Descriere revers: Aequitas spre stânga ținând balanță și cornul abundenței Legendă revers: P M TR P COS III | Muzeul Județean Buzău, Buzău | Cimec    |
|      | Denar               | Datare: 134-138 Școală: Roma Descoperit: jud. Buzău, com. Cislău, Bărăști Material: AR                                                     | Descriere avers: Capul împăratului spre dreapta Descriere revers: Salus spre dreapta hrănind un șarpe încolăcit în jurul altarului Legendă revers: SALVS AVG | Muzeul Județean Buzău, Buzău | Cimec    |
|      | Denar               | Datare: 134-138 Școală: Roma Descoperit: jud. Buzău, com. Cislău, Bărăști Material: AR                                                     | Descriere avers: Capul împăratului spre dreapta Descriere revers: Salus spre dreapta hrănind un șarpe încolăcit în jurul altarului Legendă revers: SALVS AVG | Muzeul Județean Buzău, Buzău | Cimec    |
|      | Denar               | Datare: 134-138 Școală: Roma Descoperit: jud. Buzău, com. Cislău, Bărăști Material: AR                                                     | Descriere avers: Capul împăratului spre dreapta Descriere revers: Roma șezând spre stânga pe tron ține palladium și lance Legendă revers: ROMAE AETERNAE | Muzeul Județean Buzău, Buzău | Cimec    |
|      | Denar               | Datare: 76 Școală: Roma Descoperit: jud. Buzău, com. Cislău, Bărăști Material: AR                                                          | Descriere avers: Capul împăratului spre dreapta Descriere revers: Vacă mergând spre dreapta Legendă revers: COS V | Muzeul Județean Buzău, Buzău | Cimec    |
|      | Denar               | Datare: 77-78 Școală: Roma Descoperit: jud. Buzău, com. Cislău, Bărăști Material: AR                                                       | Descriere avers: Capul împăratului spre dreapta Descriere revers: Marte spre stânga ținând lance și trofeu Legendă revers: COS VIII | Muzeul Județean Buzău, Buzău | Cimec    |
|      | Denar               | Datare: 77-78 Școală: Roma Descoperit: jud. Buzău, com. Cislău, Bărăști Material: AR                                                       | Descriere avers: Capul împăratului spre dreapta Descriere revers: Marte spre stânga ținând lance și trofeu Legendă revers: COS VIII | Muzeul Județean Buzău, Buzău | Cimec    |
|      | Denar               | Datare: 77-78 Școală: Roma Descoperit: jud. Buzău, com. Cislău, Bărăști Material: AR                                                       | Descriere avers: Capul împăratului spre dreapta Descriere revers: Marte spre stânga ținând lance și trofeu Legendă revers: COS VIII | Muzeul Județean Buzău, Buzău | Cimec    |
|      | Denar               | Datare: 69-71 Școală: Roma Descoperit: jud. Buzău, com. Cislău Material: AR                                                                | Descriere avers: Capul împăratului spre dreapta Descriere revers: Pax șezând, spre stânga, ține ramură și caduceu Legendă revers: COS ITER TR POT | Muzeul Județean Buzău, Buzău | Cimec    |
|      | Denar               | Datare: 69-71 Școală: Roma Descoperit: jud. Buzău, com. Cislău, Bărăști Material: AR                                                       | Descriere avers: Capul împăratului spre dreapta Descriere revers: Pax șezând, spre stânga, ține ramură și caduceu Legendă revers: COS ITER TR POT | Muzeul Județean Buzău, Buzău | Cimec    |
|      | Denar               | Datare: 69-71 Școală: Roma Descoperit: jud. Buzău, com. Cislău, Bărăști Material: AR                                                       | Descriere avers: Capul împăratului spre dreapta Descriere revers: Pax șezând, spre stânga, ține ramură și caduceu Legendă revers: ...TR POT | Muzeul Județean Buzău, Buzău | Cimec    |
|      | Denar               | Datare: 63-68 Școală: Roma Descoperit: jud. Buzău, com. Cislău, Bărăști Material: AR                                                       | Descriere avers: Capul împăratului spre dreapta Descriere revers: Salus spre stânga Legendă revers: SALVS | Muzeul Județean Buzău, Buzău | Cimec    |
|      | Denar               | Datare: 63-68 Școală: Roma Descoperit: jud. Buzău, com. Cislău, Bărăști Material: AR                                                       | Descriere avers: Capul împăratului spre dreapta Descriere revers: Salus spre stânga Legendă revers: SALVS | Muzeul Județean Buzău, Buzău | Cimec    |
|      | Denar               | Datare: 63-68 Școală: Roma Descoperit: jud. Buzău, com. Cislău, Bărăști Material: AR                                                       | Descriere avers: Capul împăratului spre dreapta Descriere revers: Salus stând, spre stânga Legendă revers: SALVS | Muzeul Județean Buzău, Buzău | Cimec    |
|      | Denar               | Datare: 69 Școală: Roma Descoperit: jud. Buzău, com. Cislău, Bărăști Material: AR                                                          | Descriere avers: Capul împăratului spre dreapta Descriere revers: Concordia stând spre stânga, ține patera și cornul abundenței Legendă revers: CONCOR DIA PR | Muzeul Județean Buzău, Buzău | Cimec    |
|      | Denar               | Datare: 69 Școală: Roma Descoperit: jud. Buzău, com. Cislău, Bărăști Material: AR                                                          | Descriere avers: Capul împăratului spre dreapta Descriere revers: Concordia spre stânga ținând patera și cornucopia Legendă revers: CONCOR DIA PR | Muzeul Județean Buzău, Buzău | Cimec    |
|      | Denar               | Datare: 69-71 Școală: Roma Descoperit: jud. Buzău, com. Cislău, Bărăști Material: AR                                                       | Descriere avers: Capul împăratului spre dreapta Descriere revers: Fortuna spre stânga, ținând cârma și cornucopia Legendă revers: COS ITER FORT RED | Muzeul Județean Buzău, Buzău | Cimec    |
|      | Denar               | Datare: 69-71 Școală: Roma Descoperit: jud. Buzău, com. Cislău, Bărăști Material: AR                                                       | Descriere avers: Capul împăratului spre dreapta Descriere revers: Marte mergând spre dreapta, ține lance și acvilă Legendă revers: COS ITER TR POT | Muzeul Județean Buzău, Buzău | Cimec    |
|      | Denar               | Datare: 69-71 Școală: Roma Descoperit: jud. Buzău, com. Cislău, Bărăști Material: AR                                                       | Descriere avers: Capul împăratului spre dreapta Descriere revers: Pax spre stânga ținând ramură și caduceu Legendă revers: COS ITER TR POT | Muzeul Județean Buzău, Buzău | Cimec    |
|      | Denar               | Datare: 69-71 Școală: Roma Descoperit: jud. Buzău, com. Cislău, Bărăști Material: AR                                                       | Descriere avers: Capul împăratului spre dreapta Descriere revers: Pax șezând, spre stânga, ține ramură și caduceu Legendă revers: COS ITER TR POT | Muzeul Județean Buzău, Buzău | Cimec    |
|      | Denar               | Datare: 69-71 Școală: Roma Descoperit: jud. Buzău, com. Cislău, Bărăști Material: AR                                                       | Descriere avers: Capul împăratului spre dreapta Descriere revers: Pax șezând, spre stânga, ține ramură și caduceu Legendă revers: COS ITER TR POT | Muzeul Județean Buzău, Buzău | Cimec    |
|      | Denar               | Datare: 69-71 Școală: Roma Descoperit: jud. Buzău, com. Cislău, Bărăști Material: AR                                                       | Descriere avers: Capul împăratului spre dreapta Descriere revers: Pax șezând, spre stânga, ține ramură și caduceu Legendă revers: COS ITER TR POT | Muzeul Județean Buzău, Buzău | Cimec    |
|      | Denar               | Datare: 69-71 Școală: Roma Descoperit: jud. Buzău, com. Cislău, Bărăști Material: AR                                                       | Descriere avers: Capul împăratului spre dreapta Descriere revers: Pax șezând, spre stânga, ține ramură și caduceu Legendă revers: COS ITER TR POT | Muzeul Județean Buzău, Buzău | Cimec    |
|      | Denar               | Datare: 69-71 Școală: Roma Descoperit: jud. Buzău, com. Cislău, Bărăști Material: AR                                                       | Descriere avers: Capul împăratului spre dreapta Descriere revers: Pax șezând, spre stânga, ține ramură și caduceu Legendă revers: COS ITER TR POT | Muzeul Județean Buzău, Buzău | Cimec    |
|      | Denar               | Datare: 69-71 Școală: Roma Descoperit: jud. Buzău, com. Cislău, Bărăști Material: AR                                                       | Descriere avers: Capul împăratului spre dreapta Descriere revers: Femeie (Iudeea personificată) șezând spre dreapta, trofeu în stânga. Legendă revers: IVDAEA | Muzeul Județean Buzău, Buzău | Cimec    |
|      | Denar               | Datare: 79 Școală: Roma Descoperit: jud. Buzău, com. Cislău, Bărăști Material: AR                                                          | Descriere avers: Capul împăratului spre dreapta Descriere revers: Quadriga spre stânga Legendă revers: TR P VIIII IMP XIIII COS VII P P | Muzeul Județean Buzău, Buzău | Cimec    |
|      | Denar               | Datare: 79 Școală: Roma Descoperit: jud. Buzău, com. Cislău, Bărăști Material: AR                                                          | Descriere avers: Capul împăratului spre dreapta Descriere revers: Venus spre dreapta Legendă revers: TR P VIIII IMP XV COS VII P P | Muzeul Județean Buzău, Buzău | Cimec    |
|      | Denar               | Datare: 79 Școală: Roma Descoperit: jud. Buzău, com. Cislău, Bărăști Material: AR                                                          | Descriere avers: Capul împăratului spre dreapta Descriere revers: Venus spre dreapta Legendă revers: TR P VIIII IMP XV COS VII P P | Muzeul Județean Buzău, Buzău | Cimec    |
|      | Denar               | Datare: 80 Școală: Roma Descoperit: jud. Buzău, com. Cislău, Bărăști Material: AR                                                          | Descriere avers: Capul împăratului spre dreapta Descriere revers: Trăznet cu aripi deasupra unei mese Legendă revers: TR P IX IMP XV COS VIII P P | Muzeul Județean Buzău, Buzău | Cimec    |
|      | Denar               | Datare: 80 Școală: Roma Descoperit: jud. Buzău, com. Cislău, Bărăști Material: AR                                                          | Descriere avers: Capul împăratului spre dreapta Descriere revers: Cunună deasupra a două scaune curule Legendă revers: TR P IX IMP XV COS VIII P P | Muzeul Județean Buzău, Buzău | Cimec    |
|      | Denar               | Datare: 98-99 Școală: Roma Descoperit: jud. Buzău, com. Cislău, Bărăști Material: AR                                                       | Descriere avers: Capul împăratului spre dreapta Descriere revers: Pax spre stânga ține Victorie și cornul abundenței Legendă revers: PONT MAX TR POT COS II | Muzeul Județean Buzău, Buzău | Cimec    |
|      | Denar               | Datare: 80 Școală: Roma Descoperit: jud. Buzău, com. Cislău, Bărăști Material: AR                                                          | Descriere avers: Capul împăratului spre dreapta Descriere revers: Delfin în jurul unei ancore Legendă revers: TR P IX IMP XV COS VIII P P | Muzeul Județean Buzău, Buzău | Cimec    |
|      | Denar               | Datare: 80 Școală: Roma Descoperit: jud. Buzău, com. Cislău, Bărăști Material: AR                                                          | Descriere avers: Capul împăratului spre dreapta Descriere revers: Delfin pe tripod Legendă revers: TR P IX IMP XV COS VIII P P | Muzeul Județean Buzău, Buzău | Cimec    |
|      | Denar               | Datare: 80 Școală: Roma Descoperit: jud. Buzău, com. Cislău, Bărăști Material: AR                                                          | Descriere avers: Capul împăratului spre dreapta Descriere revers: Capră spre stânga într-o cunună de lauri Legendă revers: PRINCEPS IVVENTVTIS | Muzeul Județean Buzău, Buzău | Cimec    |
|      | Denar               | Datare: 80 Școală: Roma Descoperit: jud. Buzău, com. Cislău, Bărăști Material: AR                                                          | Descriere avers: Capul împăratului spre dreapta Descriere revers: Altar aprins ornat cu ghrirlande Legendă revers: PRINCEPS IVVENTVTIS | Muzeul Județean Buzău, Buzău | Cimec    |
|      | Denar               | Datare: 80-81 Școală: Roma Descoperit: jud. Buzău, com. Cislău, Bărăști Material: AR                                                       | Descriere avers: Capul împăratului spre dreapta Descriere revers: Victoria spre stânga așezând scut pe trofeu, jos captiv spre stânga Legendă revers: EX SC | Muzeul Județean Buzău, Buzău | Cimec    |
|      | Denar               | Datare: 80-81 Școală: Roma Descoperit: jud. Buzău, com. Cislău, Bărăști Material: AR                                                       | Descriere avers: Capul împăratului spre dreapta Descriere revers: Scut sprijinit de un cippus deasupra căruia se află o urnă. Lauri în stânga și în dreapta Legendă revers: EX SC | Muzeul Județean Buzău, Buzău | Cimec    |
|      | Denar               | Datare: 80-81 Școală: Roma Descoperit: jud. Buzău, com. Cislău, Bărăști Material: AR                                                       | Descriere avers: Capul împăratului spre dreapta Descriere revers: Scut aflat între doi capricorni, mai jos un glob Legendă revers: SC | Muzeul Județean Buzău, Buzău | Cimec    |
|      | Denar               | Datare: 98-99 Școală: Roma Descoperit: jud. Buzău, com. Cislău, Bărăști Material: AR                                                       | Descriere avers: Capul împăratului spre dreapta Descriere revers: Abundantia șezând spre stânga ține sceptru Legendă revers: PONT MAX TR POT COS II | Muzeul Județean Buzău, Buzău | Cimec    |
|      | Denar               | Datare: 80-81 Școală: Roma Descoperit: jud. Buzău, com. Cislău, Bărăști Material: AR                                                       | Descriere avers: Capul împăratului spre dreapta Descriere revers: Scut aflat între doi capricorni, mai jos un glob Legendă revers: SC | Muzeul Județean Buzău, Buzău | Cimec    |
|      | Denar               | Datare: 81 Școală: Roma Descoperit: jud. Buzău, com. Cislău, Bărăști Material: AR                                                          | Descriere avers: Capul împăratului spre dreapta Descriere revers: Altar aprins ornat cu ghirlande Legendă revers: TR P COS VII DES VIII P P | Muzeul Județean Buzău, Buzău | Cimec    |
|      | Denar               | Datare: 98-99 Școală: Roma Descoperit: jud. Buzău, com. Cislău, Bărăști Material: AR                                                       | Descriere avers: Capul împăratului spre dreapta Descriere revers: Pax spre stânga ținând ramură de măslin și cornul abundenței Legendă revers: P M TR P COS II P P | Muzeul Județean Buzău, Buzău | Cimec    |
|      | Denar               | Datare: 98-99 Școală: Roma Descoperit: jud. Buzău, com. Cislău, Bărăști Material: AR                                                       | Descriere avers: Capul împăratului spre dreapta Descriere revers: Vesta șezând spre stânga, ține patera și torță Legendă revers: P M TR P COS II P P | Muzeul Județean Buzău, Buzău | Cimec    |
|      | Denar               | Datare: 100 Școală: Roma Descoperit: jud. Buzău, com. Cislău, Bărăști Material: AR                                                         | Descriere avers: Capul împăratului spre dreapta Descriere revers: Pax spre stânga ținând ramură de măslin și cornul abundenței Legendă revers: P M TR P COS III P P | Muzeul Județean Buzău, Buzău | Cimec    |
|      | Denar               | Datare: 103-111 Școală: Roma Descoperit: jud. Buzău, com. Cislău, Bărăști Material: AR                                                     | Descriere avers: Capul împăratului spre dreapta Descriere revers: Spes spre stânga Legendă revers: S P Q R OPTIMO PRINCIPI | Muzeul Județean Buzău, Buzău | Cimec    |
|      | Denar               | Datare: 103-111 Școală: Roma Descoperit: jud. Buzău, com. Cislău, Bărăști Material: AR                                                     | Descriere avers: Capul împăratului spre dreapta Descriere revers: Dacia șezând spre dreapta Legendă revers: S P Q R OPTIMO PRINCIPI | Muzeul Județean Buzău, Buzău | Cimec    |
|      | Denar               | Datare: 103-111 Școală: Roma Descoperit: jud. Buzău, com. Cislău, Bărăști Material: AR                                                     | Descriere avers: Capul împăratului spre dreapta Descriere revers: Dacia șezând spre dreapta la picioarele unui trofeu Legendă revers: S P Q R OPTIMO PRINCIPI | Muzeul Județean Buzău, Buzău | Cimec    |
|      | Denar               | Datare: 78-79 Școală: Roma Descoperit: jud. Buzău, com. Cislău, Bărăști Material: AR                                                       | Descriere avers: Capul împăratului spre dreapta Descriere revers: Annona șezând spre stânga, ține un mănunchi de spice. Legendă revers: ANNONA … | Muzeul Județean Buzău, Buzău | Cimec    |
|      | Denar               | Datare: 78-79 Școală: Roma Descoperit: jud. Buzău, com. Cislău, Bărăști Material: AR                                                       | Descriere avers: Capul împăratului spre dreapta Descriere revers: Annona șezând spre stânga, ține un mănunchi de spice. Legendă revers: ANNONA AVG | Muzeul Județean Buzău, Buzău | Cimec    |
|      | Denar               | Datare: 103-111 Școală: Roma Descoperit: jud. Buzău, com. Cislău, Bărăști Material: AR                                                     | Descriere avers: Capul împăratului spre dreapta Descriere revers: Victoria spre stânga, ține cunună și frunză de palmier Legendă revers: COS V P P S P Q R OPTIMO PRINC | Muzeul Județean Buzău, Buzău | Cimec    |
|      | Denar               | Datare: 103-111 Școală: Roma Descoperit: jud. Buzău, com. Cislău, Bărăști Material: AR                                                     | Descriere avers: Capul împăratului spre dreapta Descriere revers: Trofeu cu cu un scut rotund și două scuturi hexagonale. Jos alte două scuturi Legendă revers: COS V P P S P Q R OPTIMO PRINC | Muzeul Județean Buzău, Buzău | Cimec    |
|      | Denar               | Datare: 103-111 Școală: Roma Descoperit: jud. Buzău, com. Cislău, Bărăști Material: AR                                                     | Descriere avers: Capul împăratului spre dreapta Descriere revers: Spes spre stânga Legendă revers: COS V P P S P Q R OPTIMO PRINC | Muzeul Județean Buzău, Buzău | Cimec    |
|      | Denar               | Datare: 103-111 Școală: Roma Descoperit: jud. Buzău, com. Cislău, Bărăști Material: AR                                                     | Descriere avers: Capul împăratului spre dreapta Descriere revers: Spes spre stânga Legendă revers: COS V P P S P Q R OPTIMO PRINC | Muzeul Județean Buzău, Buzău | Cimec    |
|      | Denar               | Datare: 103-111 Școală: Roma Descoperit: jud. Buzău, com. Cislău, Bărăști Material: AR                                                     | Descriere avers: Capul împăratului spre dreapta Descriere revers: Spes spre stânga Legendă revers: COS V P P S P Q R OPTIMO PRINC | Muzeul Județean Buzău, Buzău | Cimec    |
|      | Denar               | Datare: 103-111 Școală: Roma Descoperit: jud. Buzău, com. Cislău, Bărăști Material: AR                                                     | Descriere avers: Capul împăratului spre dreapta Descriere revers: Spes spre stânga Legendă revers: COS V P P S P Q R OPTIMO PRINC | Muzeul Județean Buzău, Buzău | Cimec    |
|      | Denar               | Datare: 103-111 Școală: Roma Descoperit: jud. Buzău, com. Cislău, Bărăști Material: AR                                                     | Descriere avers: Capul împăratului spre dreapta Descriere revers: Virtus spre dreapta, ține lance și parazonium Legendă revers: S P Q R OPTIMO PRINCIPI | Muzeul Județean Buzău, Buzău | Cimec    |
|      | Denar               | Datare: 103-111 Școală: Roma Descoperit: jud. Buzău, com. Cislău, Bărăști Material: AR                                                     | Descriere avers: Capul împăratului spre dreapta Descriere revers: Fortuna șezând spre stânga, ține cornul abundenței și cârma Legendă revers: S P Q R OPTIMO PRINCIPI | Muzeul Județean Buzău, Buzău | Cimec    |
|      | Denar               | Datare: 103-111 Școală: Roma Descoperit: jud. Buzău, com. Cislău, Bărăști Material: AR                                                     | Descriere avers: Capul împăratului spre dreapta Descriere revers: Fortuna șezând spre stânga, ține cornul abundenței și cârma Legendă revers: ….OPTIMO PRINCIPI | Muzeul Județean Buzău, Buzău | Cimec    |
|      | Denar               | Datare: 103-111 Școală: Roma Descoperit: jud. Buzău, com. Cislău, Bărăști Material: AR                                                     | Descriere avers: Capul împăratului spre dreapta Descriere revers: Dacia șezând spre dreapta, deasupra trofeu Legendă revers: S P Q R OPTIMO PRINCIPI | Muzeul Județean Buzău, Buzău | Cimec    |
|      | Denar               | Datare: 79 Școală: Roma Descoperit: jud. Buzău, com. Cislău, Bărăști Material: AR                                                          | Descriere avers: Capul împăratului spre dreapta Descriere revers: Victoria spre stânga având la picioare un captiv Legendă revers: TR POT X COS VIIII | Muzeul Județean Buzău, Buzău | Cimec    |
|      | Denar               | Datare: 74 Școală: Roma Descoperit: jud. Buzău, com. Cislău, Bărăști Material: AR                                                          | Descriere avers: Capul împăratului spre dreapta Descriere revers: Caduceu înaripat Legendă revers: PON MAX TR P COS V | Muzeul Județean Buzău, Buzău | Cimec    |
|      | Denar               | Datare: 74 Școală: Roma Descoperit: jud. Buzău, com. Cislău, Bărăști Material: AR                                                          | Descriere avers: Capul împăratului spre dreapta Descriere revers: Vespasian șezând spre dreapta, ține ramură și sceptru Legendă revers: PON MAX TR P COS V | Muzeul Județean Buzău, Buzău | Cimec    |
|      | Denar               | Datare: 74 Școală: Roma Descoperit: jud. Buzău, com. Cislău, Bărăști Material: AR                                                          | Descriere avers: Capul împăratului spre dreapta Descriere revers: Vespasian șezând spre dreapta, ține ramură și sceptru Legendă revers: PON MAX TR P COS V | Muzeul Județean Buzău, Buzău | Cimec    |
|      | Denar               | Datare: 69-71 Școală: Roma Descoperit: jud. Buzău, com. Cislău, Bărăști Material: AR                                                       | Descriere avers: Capul împăratului spre dreapta Descriere revers: Femeie (Iudeea personificată) șezând spre dreapta, trofeu în stânga. Legendă revers: IVDAEA | Muzeul Județean Buzău, Buzău | Cimec    |
|      | Denar               | Datare: 70-72 Școală: Roma Descoperit: jud. Buzău, com. Cislău, Bărăști Material: AR                                                       | Descriere avers: Capul împăratului spre dreapta Legendă revers: AVGVR TRI POT | Muzeul Județean Buzău, Buzău | Cimec    |
|      | Denar               | Datare: 70-72 Școală: Roma Descoperit: jud. Buzău, com. Cislău, Bărăști Material: AR                                                       | Descriere avers: Capul împăratului spre dreapta Descriere revers: Vesta șezând, spre stânga Legendă revers: TRI POT | Muzeul Județean Buzău, Buzău | Cimec    |
|      | Denar               | Datare: 70-72 Școală: Roma Descoperit: jud. Buzău, com. Cislău, Bărăști Material: AR                                                       | Descriere avers: Capul împăratului spre dreapta Descriere revers: Vesta șezând, spre stânga Legendă revers: TRI POT | Muzeul Județean Buzău, Buzău | Cimec    |
|      | Denar               | Datare: 70-72 Școală: Roma Descoperit: jud. Buzău, com. Cislău, Bărăști Material: AR                                                       | Descriere avers: Capul împăratului spre dreapta Descriere revers: Pax șezând spre stânga, ține ramură și caduceu Legendă revers: TRI POT II COS III P P | Muzeul Județean Buzău, Buzău | Cimec    |
|      | Denar               | Datare: 70-72 Școală: Roma Descoperit: jud. Buzău, com. Cislău, Bărăști Material: AR                                                       | Descriere avers: Capul împăratului spre dreapta Descriere revers: Pax șezând spre stânga, ține ramură și caduceu Legendă revers: …COS III P P | Muzeul Județean Buzău, Buzău | Cimec    |
|      | Denar               | Datare: 73 Școală: Roma Descoperit: jud. Buzău, com. Cislău, Bărăști Material: AR                                                          | Descriere avers: Capul împăratului spre dreapta Descriere revers: Vespasian șezând spre dreapta, ține ramură și sceptru Legendă revers: PONTIF MAXIM | Muzeul Județean Buzău, Buzău | Cimec    |
|      | Denar               | Datare: 74 Școală: Roma Descoperit: jud. Buzău, com. Cislău, Bărăști Material: AR                                                          | Descriere avers: Capul împăratului spre dreapta Descriere revers: Două ramuri de laur Legendă revers: COS V | Muzeul Județean Buzău, Buzău | Cimec    |
|      | Denar               | Datare: 74 Școală: Roma Descoperit: jud. Buzău, com. Cislău, Bărăști Material: AR                                                          | Descriere avers: Capul împăratului spre dreapta Descriere revers: Caduceu inaripat Legendă revers: PON MAX TR P COS | Muzeul Județean Buzău, Buzău | Cimec    |
|      | Denar               | Datare: 72-73 Școală: Roma Descoperit: jud. Buzău, com. Cislău, Bărăști Material: AR                                                       | Descriere avers: Capul împăratului spre dreapta Legendă revers: AVGVR TRI POT | Muzeul Județean Buzău, Buzău | Cimec    |
|      | Denar               | Datare: 73 Școală: Roma Descoperit: jud. Buzău, com. Cislău, Bărăști Material: AR                                                          | Descriere avers: Capul împăratului spre dreapta Descriere revers: Vespasian șezând spre dreapta, ține ramură și sceptru Legendă revers: PONTIF MAXIM | Muzeul Județean Buzău, Buzău | Cimec    |
|      | Denar               | Datare: 119-122 Școală: Roma Descoperit: jud. Buzău, com. Cislău, Bărăști Material: AR                                                     | Descriere avers: Bustul împăratului spre dreapta Descriere revers: Aequitas spre stânga ținând balanță și cornul abundenței Legendă revers: P M TR P COS III | Muzeul Județean Buzău, Buzău | Cimec    |
|      | Denar               | Datare: 119-122 Școală: Roma Descoperit: jud. Buzău, com. Cislău, Bărăști Material: AR                                                     | Descriere avers: Bustul împăratului spre dreapta Descriere revers: Aequitas spre stânga ținând balanță și cornul abundenței Legendă revers: P M TR P COS III | Muzeul Județean Buzău, Buzău | Cimec    |
|      | Denar               | Datare: 119-122 Școală: Roma Descoperit: jud. Buzău, com. Cislău, Bărăști Material: AR                                                     | Descriere avers: Bustul împăratului spre dreapta Descriere revers: Aequitas spre stânga ținând balanță și cornul abundenței Legendă revers: P M TR P COS III | Muzeul Județean Buzău, Buzău | Cimec    |
|      | Denar               | Datare: 119-122 Școală: Roma Descoperit: jud. Buzău, com. Cislău, Bărăști Material: AR                                                     | Descriere avers: Bustul împăratului spre dreapta Descriere revers: Aequitas spre stânga ținând balanță și cornul abundenței Legendă revers: P M TR P COS III | Muzeul Județean Buzău, Buzău | Cimec    |
|      | Denar               | Datare: 119-122 Școală: Roma Descoperit: jud. Buzău, com. Cislău, Bărăști Material: AR                                                     | Descriere avers: Bustul împăratului spre dreapta Descriere revers: Aequitas spre stânga ținând balanță și cornul abundenței Legendă revers: P M TR P COS III | Muzeul Județean Buzău, Buzău | Cimec    |
|      | Denar               | Datare: 119-122 Școală: Roma Descoperit: jud. Buzău, com. Cislău, Bărăști Material: AR                                                     | Descriere avers: Bustul împăratului spre dreapta Descriere revers: Concordia șezând spre stânga ține patera Descriere exergă: CONCORD Legendă revers: P M TR P COS III | Muzeul Județean Buzău, Buzău | Cimec    |
|      | Denar               | Datare: 128-132 Școală: Roma Descoperit: jud. Buzău, com. Cislău, Bărăști Material: AR                                                     | Descriere avers: Capul împăratului spre dreapta Descriere revers: Abundantia șezând spre stânga ține cornul abundenței, la picioare modius și spice de grâu Legendă revers: COS III | Muzeul Județean Buzău, Buzău | Cimec    |
|      | Denar               | Datare: 117 Școală: Roma Descoperit: jud. Buzău, com. Cislău, Bărăști Material: AR                                                         | Descriere avers: Bustul împăratului spre dreapta Descriere revers: Pietas spre stânga Descriere exergă: PIE-TAS Legendă revers: PARTH F DIVI NER NEP P M TR P COS | Muzeul Județean Buzău, Buzău | Cimec    |
|      | Denar               | Datare: 125-128 Școală: Roma Descoperit: jud. Buzău, com. Cislău, Bărăști Material: AR                                                     | Descriere avers: Bustul împăratului spre dreapta Descriere revers: Libertas spre stânga ținând pileus și sceptru Legendă revers: COS III | Muzeul Județean Buzău, Buzău | Cimec    |
|      | Denar               | Datare: 119-122 Școală: Roma Descoperit: jud. Buzău, com. Cislău, Bărăști Material: AR                                                     | Descriere avers: Bustul împăratului spre dreapta Descriere revers: Pudicitia din față, acoperită cu un văl Descriere exergă: PV DIC Legendă revers: P M TR P COS III | Muzeul Județean Buzău, Buzău | Cimec    |
|      | Denar               | Datare: 119-122 Școală: Roma Descoperit: jud. Buzău, com. Cislău, Bărăști Material: AR                                                     | Descriere avers: Bustul împăratului spre dreapta Descriere revers: Pax șezând spre stânga ține Victorie și ramură Legendă revers: P M TR P COS III | Muzeul Județean Buzău, Buzău | Cimec    |
|      | Denar               | Datare: 117 Școală: Roma Descoperit: jud. Buzău, com. Cislău, Bărăști Material: AR                                                         | Descriere avers: Bustul împăratului spre dreapta Descriere revers: Pax spre stânga ținând ramură și cornul abundenței Legendă revers: PARTH F DIVI NER NEP P M TR P COS | Muzeul Județean Buzău, Buzău | Cimec    |
|      | Denar               | Datare: 117 Școală: Roma Descoperit: jud. Buzău, com. Cislău, Bărăști Material: AR                                                         | Descriere avers: Bustul împăratului spre dreapta Descriere revers: Pax spre stânga ținând ramură și cornul abundenței Descriere exergă: PAX Legendă revers: PARTH F DIVI NER NEP P M TR P COS | Muzeul Județean Buzău, Buzău | Cimec    |
|      | Denar               | Datare: 114-117 Școală: Roma Descoperit: jud. Buzău, com. Cislău, Bărăști Material: AR                                                     | Descriere avers: Bustul împăratului spre dreapta Descriere revers: Providentia spre stânga sprijinindu-se de o coloană, ține sceptru. La picioare glob Legendă revers: PARTHICO P M TR P COS VI P P S P Q R | Muzeul Județean Buzău, Buzău | Cimec    |
|      | Denar               | Datare: 114-117 Școală: Roma Descoperit: jud. Buzău, com. Cislău, Bărăști Material: AR                                                     | Descriere avers: Bustul împăratului spre dreapta Descriere revers: Virtus spre dreapta ținând lance și parazonium Legendă revers: PARTHICO P M TR P COS VI P P S P Q R | Muzeul Județean Buzău, Buzău | Cimec    |
|      | Denar               | Datare: 114-117 Școală: Roma Descoperit: jud. Buzău, com. Cislău, Bărăști Material: AR                                                     | Descriere avers: Bustul împăratului spre dreapta Descriere revers: Marte mergând spre dreapta, ține lance și trofeu Legendă revers: PARTHICO P M TR P COS VI P P S P Q R | Muzeul Județean Buzău, Buzău | Cimec    |
|      | Denar               | Datare: 74-75 Școală: Roma Descoperit: jud. Buzău, com. Cislău, Bărăști Material: AR                                                       | Descriere avers: Capul împăratului spre dreapta Descriere revers: Spes mergând spre stânga Legendă revers: PRINCEPS IVVENTVT | Muzeul Județean Buzău, Buzău | Cimec    |
|      | Denar               | Datare: 103-111 Școală: Roma Descoperit: jud. Buzău, com. Cislău, Bărăști Material: AR                                                     | Descriere avers: Capul împăratului spre dreapta Descriere revers: Roma spre stânga ține Victoria și lance Legendă revers: COS V P P S P Q R OPTIMO PRINC | Muzeul Județean Buzău, Buzău | Cimec    |
|      | Denar               | Datare: 103-111 Școală: Roma Descoperit: jud. Buzău, com. Cislău, Bărăști Material: AR                                                     | Descriere avers: Capul împăratului spre dreapta Descriere revers: Roma spre stânga ține Victoria și lance Legendă revers: COS V P P S P Q R OPTIMO PRINC | Muzeul Județean Buzău, Buzău | Cimec    |
|      | Denar               | Datare: 103-111 Școală: Roma Descoperit: jud. Buzău, com. Cislău, Bărăști Material: AR                                                     | Descriere avers: Capul împăratului spre dreapta Descriere revers: Fortuna spre stânga pe o proră de corabie ținând cârma și cornul abundenței Legendă revers: COS V P P S P Q R OPTIMO PRINC | Muzeul Județean Buzău, Buzău | Cimec    |
|      | Denar               | Datare: 74 Școală: Roma Descoperit: jud. Buzău, com. Cislău, Bărăști Material: AR                                                          | Descriere avers: Capul împăratului spre dreapta Descriere revers: Titus șezând spre dreapta, ține ramură și sceptru Legendă revers: PONTIF TR P COS III | Muzeul Județean Buzău, Buzău | Cimec    |
|      | Denar               | Datare: 70 Școală: Lugdunum Descoperit: jud. Buzău, com. Cislău, Bărăști Material: AR                                                      | Descriere avers: Capul împăratului spre dreapta Descriere revers: Neptun spre stânga, cu piciorul drept pe prora, ținând delfin și trident Legendă revers: COS ITER TR POT | Muzeul Județean Buzău, Buzău | Cimec    |
|      | Denar               | Datare: 75-79 Școală: Roma Descoperit: jud. Buzău, com. Cislău, Bărăști Material: AR                                                       | Descriere avers: Capul împăratului spre dreapta Descriere revers: Jupiter spre stânga ținând sceptru Legendă revers: IOVIS CVSTOS | Muzeul Județean Buzău, Buzău | Cimec    |
|      | Denar               | Datare: 75-79 Școală: Roma Descoperit: jud. Buzău, com. Cislău, Bărăști Material: AR                                                       | Descriere avers: Capul împăratului spre dreapta Descriere revers: Jupiter spre stânga ținând sceptru Legendă revers: IOVIS CVSTOS | Muzeul Județean Buzău, Buzău | Cimec    |
|      | Denar               | Datare: 80-81 Școală: Roma Descoperit: jud. Buzău, com. Cislău, Bărăști Material: AR                                                       | Descriere avers: Capul împăratului spre dreapta Descriere revers: Scut aflat între doi capricorni, mai jos un glob Legendă revers: SC | Muzeul Județean Buzău, Buzău | Cimec    |
|      | Denar               | Datare: 98-99 Școală: Roma Descoperit: jud. Buzău, com. Cislău, Bărăști Material: AR                                                       | Descriere avers: Capul împăratului spre dreapta Descriere revers: Victoria șezând spre stânga ține patera și frunză de palmier Legendă revers: PONT MAX TR POT COS II | Muzeul Județean Buzău, Buzău | Cimec    |
|      | Denar               | Datare: 77-78 Școală: Roma Descoperit: jud. Buzău, com. Cislău, Bărăști Material: AR                                                       | Descriere avers: Capul împăratului spre dreapta Descriere revers: Călăreț spre dreapta Legendă revers: COS V | Muzeul Județean Buzău, Buzău | Cimec    |
|      | Denar               | Datare: 69 Școală: Roma Descoperit: jud. Buzău, com. Cislău, Bărăști Material: AR                                                          | Descriere avers: Capul împăratului spre dreapta Descriere revers: Tripod. Deasupra delfin, jos corb. Legendă revers: XV VIR SACR FAC | Muzeul Județean Buzău, Buzău | Cimec    |
|      | Denar               | Datare: 69 Școală: Roma Descoperit: jud. Buzău, com. Cislău, Bărăști Material: AR                                                          | Descriere avers: Capul împăratului spre dreapta Descriere revers: Pax spre stânga ținând ramură și caduceu Legendă revers: PAX ORBIS.... | Muzeul Județean Buzău, Buzău | Cimec    |
|      | Denar               | Datare: 69 Școală: Roma Descoperit: jud. Buzău, com. Cislău, Bărăști Material: AR                                                          | Descriere avers: Capul împăratului spre dreapta Descriere revers: Jupiter stând spre stânga, ține Victoria și sceptru Legendă revers: …VICTOR | Muzeul Județean Buzău, Buzău | Cimec    |
|      | Denar               | Datare: 103-111 Școală: Roma Descoperit: jud. Buzău, com. Cislău, Bărăști Material: AR                                                     | Descriere avers: Capul împăratului spre dreapta Descriere revers: Aequitas spre stânga, ține balanța și cornul abundenței Legendă revers: COS V P P S P Q R OPTIMO PRINC | Muzeul Județean Buzău, Buzău | Cimec    |
|      | Denar               | Datare: 103-111 Școală: Roma Descoperit: jud. Buzău, com. Cislău, Bărăști Material: AR                                                     | Descriere avers: Capul împăratului spre dreapta Descriere revers: Aequitas spre stânga, ține balanța și cornul abundenței Legendă revers: COS V P P S P Q R OPTIMO PRINC | Muzeul Județean Buzău, Buzău | Cimec    |
|      | Denar               | Datare: 103-111 Școală: Roma Descoperit: jud. Buzău, com. Cislău, Bărăști Material: AR                                                     | Descriere avers: Capul împăratului spre dreapta Descriere revers: Victoria spre stânga, ține cunună și frunză de palmier Legendă revers: COS V P P S P Q R OPTIMO PRINC | Muzeul Județean Buzău, Buzău | Cimec    |
|      | Denar               | Datare: 103-111 Școală: Roma Descoperit: jud. Buzău, com. Cislău, Bărăști Material: AR                                                     | Descriere avers: Capul împăratului spre dreapta Descriere revers: Victoria spre stânga, ține cunună și frunză de palmier Legendă revers: COS V P P S P Q R OPTIMO PRINC | Muzeul Județean Buzău, Buzău | Cimec    |
|      | Denar               | Datare: 101-102 Școală: Roma Descoperit: jud. Buzău, com. Cislău, Bărăști Material: AR                                                     | Descriere avers: Capul împăratului spre dreapta Descriere revers: Victoria spre dreapta pe o provă, ține cunună și frunză de palmier Legendă revers: P M TR P COS IIII P P | Muzeul Județean Buzău, Buzău | Cimec    |
|      | Denar               | Datare: 101-102 Școală: Roma Descoperit: jud. Buzău, com. Cislău, Bărăști Material: AR                                                     | Descriere avers: Capul împăratului spre dreapta Descriere revers: Victoria spre dreapta pe o provă, ține cunună și frunză de palmier Legendă revers: P M TR P COS IIII P P | Muzeul Județean Buzău, Buzău | Cimec    |
|      | Denar               | Datare: 101-102 Școală: Roma Descoperit: jud. Buzău, com. Cislău, Bărăști Material: AR                                                     | Descriere avers: Capul împăratului spre dreapta Descriere revers: Victoria mergând spre dreapta pe o provă, ține cunună și frunză de palmier Legendă revers: P M TR P COS IIII P P | Muzeul Județean Buzău, Buzău | Cimec    |
|      | Denar               | Datare: 101-102 Școală: Roma Descoperit: jud. Buzău, com. Cislău, Bărăști Material: AR                                                     | Descriere avers: Capul împăratului spre dreapta Descriere revers: Victoria mergând spre stânga, ține cunună și frunză de palmier Legendă revers: P M TR P COS IIII P P | Muzeul Județean Buzău, Buzău | Cimec    |
|      | Denar               | Datare: 101-102 Școală: Roma Descoperit: jud. Buzău, com. Cislău, Bărăști Material: AR                                                     | Descriere avers: Capul împăratului spre dreapta Descriere revers: Victoria mergând spre stânga, ține cunună și frunză de palmier Legendă revers: P M TR P COS IIII P P | Muzeul Județean Buzău, Buzău | Cimec    |
|      | Denar               | Datare: 101-102 Școală: Roma Descoperit: jud. Buzău, com. Cislău, Bărăști Material: AR                                                     | Descriere avers: Capul împăratului spre dreapta Descriere revers: Victoria din față având capul spre stânga, ține cunună și frunză de palmier Legendă revers: P M TR P COS IIII P P | Muzeul Județean Buzău, Buzău | Cimec    |
|      | Denar               | Datare: 101-102 Școală: Roma Descoperit: jud. Buzău, com. Cislău, Bărăști Material: AR                                                     | Descriere avers: Capul împăratului spre dreapta Descriere revers: Hercule din față, ține măciucă și piele de leu Legendă revers: P M TR P COS IIII P P | Muzeul Județean Buzău, Buzău | Cimec    |
|      | Denar               | Datare: 101-102 Școală: Roma Descoperit: jud. Buzău, com. Cislău, Bărăști Material: AR                                                     | Descriere avers: Capul împăratului spre dreapta Descriere revers: Hercule din față, ține măciucă și piele de leu Legendă revers: P M TR P COS IIII P P | Muzeul Județean Buzău, Buzău | Cimec    |
|      | Denar               | Datare: 98-99 Școală: Roma Descoperit: jud. Buzău, com. Cislău, Bărăști Material: AR                                                       | Descriere avers: Capul împăratului spre dreapta Descriere revers: Concordia șezând spre stânga în fața unui altar, ține patera și cornul abundenței. Legendă revers: PONT MAX TR POT COS II | Muzeul Județean Buzău, Buzău | Cimec    |
|      | Denar               | Datare: 97 Școală: Roma Descoperit: jud. Buzău, com. Cislău, Bărăști Material: AR                                                          | Descriere avers: Capul împăratului spre dreapta Descriere revers: Simboluri religioase Legendă revers: COS III PATER…. | Muzeul Județean Buzău, Buzău | Cimec    |
|      | Denar               | Datare: 92-93 Școală: Roma Descoperit: jud. Buzău, com. Cislău, Bărăști Material: AR                                                       | Descriere avers: Capul împăratului spre dreapta Descriere revers: Minerva spre stânga, ținând lance în mâna dreaptă Legendă revers: IMP XXII COS XVI CENS P P P | Muzeul Județean Buzău, Buzău | Cimec    |
|      | Denar               | Datare: 82 Școală: Roma Descoperit: jud. Buzău, com. Cislău, Bărăști Material: AR                                                          | Descriere avers: Capul împăratului spre dreapta Descriere revers: Minerva spre stânga, ține lance și Victorie Legendă revers: TR POT COS VIII P P | Muzeul Județean Buzău, Buzău | Cimec    |
|      | Denar               | Datare: 81 Școală: Roma Descoperit: jud. Buzău, com. Cislău, Bărăști Material: AR                                                          | Descriere avers: Capul împăratului spre dreapta Descriere revers: Minerva spre stânga, ține lance și Victorie Legendă revers: TR P COS VII DES VIII P P | Muzeul Județean Buzău, Buzău | Cimec    |
|      | Denar               | Datare: 79 Școală: Roma Descoperit: jud. Buzău, com. Cislău, Bărăști Material: AR                                                          | Descriere avers: Capul împăratului spre dreapta Descriere revers: Vesta șezând spre stânga, ține palladium și sceptru Legendă revers: PRINCEPS IVVENTVTIS | Muzeul Județean Buzău, Buzău | Cimec    |
|      | Denar               | Datare: 79 Școală: Roma Descoperit: jud. Buzău, com. Cislău, Bărăști Material: AR                                                          | Descriere avers: Capul împăratului spre dreapta Descriere revers: Salus spre dreapta Legendă revers: PRINCEPS IVVENTVTIS | Muzeul Județean Buzău, Buzău | Cimec    |
|      | Denar               | Datare: 119-122 Școală: Roma Descoperit: jud. Buzău, com. Cislău, Bărăști Material: AR                                                     | Descriere avers: Bustul împăratului spre dreapta Descriere revers: Roma șezând spre stânga ținând Victorie și lance Legendă revers: P M TR P COS III | Muzeul Județean Buzău, Buzău | Cimec    |
|      | Denar               | Datare: 133 Școală: Roma Descoperit: jud. Buzău, com. Cislău, Bărăști Material: AR                                                         | Descriere avers: Bust drapat spre dreapta Descriere revers: Vesta șezând spre stânga ținând palladium și sceptru Legendă revers: VESTA | Muzeul Județean Buzău, Buzău | Cimec    |
|      | Denar               | Datare: 148-161 Școală: Roma Descoperit: jud. Buzău, com. Cislău, Bărăști Material: AR                                                     | Descriere avers: Bust spre dreapta Descriere revers: Ceres spre stânga ținând spice de grâu și torță Legendă revers: AVGVSTA | Muzeul Județean Buzău, Buzău | Cimec    |
|      | Denar               | Datare: 114-117 Școală: Roma Descoperit: jud. Buzău, com. Cislău, Bărăști Material: AR                                                     | Descriere avers: Bustul împăratului spre dreapta Descriere revers: Felicitas spre stânga, ținând caduceu și cornul abundenței Legendă revers: PARTHICO P M TR P COS VI P P S P Q R | Muzeul Județean Buzău, Buzău | Cimec    |
|      | Denar               | Datare: 119-122 Școală: Roma Descoperit: jud. Buzău, com. Cislău, Bărăști Material: AR                                                     | Descriere avers: Bustul împăratului spre dreapta Descriere revers: Salus spre stânga ține sceptru și hrănește un șarpe încolăcit în jurul altarului Descriere exergă: SAL AVG Legendă revers: P M TR P COS III | Muzeul Județean Buzău, Buzău | Cimec    |
|      | Denar               | Datare: 119-122 Școală: Roma Descoperit: jud. Buzău, com. Cislău, Bărăști Material: AR                                                     | Descriere avers: Bustul împăratului spre dreapta Descriere revers: Felicitas șezând spre stânga, ține caduceu și cornul abundenței Legendă revers: P M TR P COS III | Muzeul Județean Buzău, Buzău | Cimec    |
|      | Denar               | Datare: 119-122 Școală: Roma Descoperit: jud. Buzău, com. Cislău, Bărăști Material: AR                                                     | Descriere avers: Bustul împăratului spre dreapta Descriere revers: Salus șezând spre stânga, hrănește un șarpe încolăcit în jurul altarului Descriere exergă: SAL AVG Legendă revers: P M TR P COS III | Muzeul Județean Buzău, Buzău | Cimec    |
|      | Denar               | Datare: 114-117 Școală: Roma Descoperit: jud. Buzău, com. Cislău, Bărăști Material: AR                                                     | Descriere avers: Bustul împăratului spre dreapta Descriere revers: Felicitas spre stânga, ținând caduceu și cornul abundenței Legendă revers: PARTHICO P M TR P COS VI P P S P Q R | Muzeul Județean Buzău, Buzău | Cimec    |
|      | Denar               | Datare: 114-117 Școală: Roma Descoperit: jud. Buzău, com. Cislău, Bărăști Material: AR                                                     | Descriere avers: Bustul împăratului spre dreapta Descriere revers: Fortuna șezând spre stânga, ține cârma și cornul abundenței Legendă revers: PARTHICO P M TR P COS VI P P S P Q R | Muzeul Județean Buzău, Buzău | Cimec    |
|      | Denar               | Datare: 114-117 Școală: Roma Descoperit: jud. Buzău, com. Cislău, Bărăști Material: AR                                                     | Descriere avers: Bustul împăratului spre dreapta Descriere revers: Fortuna șezând spre stânga, ține cârma și cornul abundenței Descriere exergă: FORTRED Legendă revers: PARTHICO P M TR P COS VI P P S P Q R | Muzeul Județean Buzău, Buzău | Cimec    |
|      | Denar               | Datare: 119-122 Școală: Roma Descoperit: jud. Buzău, com. Cislău, Bărăști Material: AR                                                     | Descriere avers: Bustul împăratului spre dreapta Descriere revers: Victorie spre dreapta ținând trofeu Legendă revers: P M TR P COS III | Muzeul Județean Buzău, Buzău | Cimec    |
|      | Denar               | Datare: 119-122 Școală: Roma Descoperit: jud. Buzău, com. Cislău, Bărăști Material: AR                                                     | Descriere avers: Bustul împăratului spre dreapta Descriere revers: Roma șezând spre stânga ținând Victorie și lance Legendă revers: P M TR P COS III | Muzeul Județean Buzău, Buzău | Cimec    |
|      | Denar               | Datare: 119-122 Școală: Roma Descoperit: jud. Buzău, com. Cislău, Bărăști Material: AR                                                     | Descriere avers: Bustul împăratului spre dreapta Descriere revers: Roma șezând spre stânga ținând Victorie și lance Legendă revers: P M TR P COS III | Muzeul Județean Buzău, Buzău | Cimec    |
|      | Denar               | Datare: 114-117 Școală: Roma Descoperit: jud. Buzău, com. Cislău, Bărăști Material: AR                                                     | Descriere avers: Bustul împăratului spre dreapta Descriere revers: Virtus spre dreapta ținând lance și parazonium Legendă revers: P M TR P COS VI P P S P Q R | Muzeul Județean Buzău, Buzău | Cimec    |
|      | Denar               | Datare: 114-117 Școală: Roma Descoperit: jud. Buzău, com. Cislău, Bărăști Material: AR                                                     | Descriere avers: Bustul împăratului spre dreapta Descriere revers: Virtus spre dreapta ținând lance și parazonium Legendă revers: P M TR P COS VI P P S P Q R | Muzeul Județean Buzău, Buzău | Cimec    |
|      | Denar               | Datare: 114-117 Școală: Roma Descoperit: jud. Buzău, com. Cislău, Bărăști Material: AR                                                     | Descriere avers: Bustul împăratului spre dreapta Descriere revers: Providentia spre stânga sprijinindu-se de o coloană, ține sceptru. La picioare glob Legendă revers: P M TR P COS VI P P S P Q R | Muzeul Județean Buzău, Buzău | Cimec    |
|      | Denar               | Datare: 114-117 Școală: Roma Descoperit: jud. Buzău, com. Cislău, Bărăști Material: AR                                                     | Descriere avers: Capul împăratului spre dreapta Descriere revers: Virtus spre dreapta ținând lance și parazonium Legendă revers: P M TR P COS VI P P S P Q R | Muzeul Județean Buzău, Buzău | Cimec    |
|      | Denar               | Datare: 114-117 Școală: Roma Descoperit: jud. Buzău, com. Cislău, Bărăști Material: AR                                                     | Descriere avers: Capul împăratului spre dreapta Descriere revers: Marte mergând spre dreapta ținând lance și trofeu Legendă revers: P M TR P COS VI P P S P Q R | Muzeul Județean Buzău, Buzău | Cimec    |
|      | Denar               | Datare: 114-117 Școală: Roma Descoperit: jud. Buzău, com. Cislău, Bărăști Material: AR                                                     | Descriere avers: Capul împăratului spre dreapta Descriere revers: Genius spre stânga, ține patera și spice de grâu Legendă revers: P M TR P COS VI P P S P Q R | Muzeul Județean Buzău, Buzău | Cimec    |
|      | Denar               | Datare: 125-128 Școală: Roma Descoperit: jud. Buzău, com. Cislău, Bărăști Material: AR                                                     | Descriere avers: Bustul împăratului spre dreapta Descriere revers: Abundantia șezând spre stânga Legendă revers: COS III | Muzeul Județean Buzău, Buzău | Cimec    |
|      | Denar               | Datare: 75 Școală: Roma Descoperit: jud. Buzău, com. Cislău, Bărăști Material: AR                                                          | Descriere avers: Capul împăratului spre dreapta Descriere revers: Pax șezând spre stânga Legendă revers: ...TR P COS VI | Muzeul Județean Buzău, Buzău | Cimec    |
|      | Denar               | Datare: 75 Școală: Roma Descoperit: jud. Buzău, com. Cislău, Bărăști Material: AR                                                          | Descriere avers: Capul împăratului spre dreapta Descriere revers: Pax șezând spre stânga Legendă revers: PON MAX TR P COS VI | Muzeul Județean Buzău, Buzău | Cimec    |
|      | Denar               | Datare: 75 Școală: Roma Descoperit: jud. Buzău, com. Cislău, Bărăști Material: AR                                                          | Descriere avers: Capul împăratului spre dreapta Descriere revers: Pax șezând spre stânga Legendă revers: PON MAX TR P COS VI | Muzeul Județean Buzău, Buzău | Cimec    |
|      | Denar               | Datare: 75 Școală: Roma Descoperit: jud. Buzău, com. Cislău, Bărăști Material: AR                                                          | Descriere avers: Capul împăratului spre dreapta Descriere revers: Pax șezând spre stânga Legendă revers: PON MAX TR P COS VI | Muzeul Județean Buzău, Buzău | Cimec    |
|      | Denar               | Datare: 75 sau 76 Școală: Roma Descoperit: jud. Buzău, com. Cislău, Bărăști Material: AR                                                   | Descriere avers: Capul împăratului spre dreapta Descriere revers: Pax șezând spre stânga Legendă revers: PON MAX… | Muzeul Județean Buzău, Buzău | Cimec    |
|      | Denar               | Datare: 75 sau 76 Școală: Roma Descoperit: jud. Buzău, com. Cislău, Bărăști Material: AR                                                   | Descriere avers: Capul împăratului spre dreapta Descriere revers: Pax șezând spre stânga Legendă revers: PON M… | Muzeul Județean Buzău, Buzău | Cimec    |
|      | Denar               | Datare: 75 Școală: Roma Descoperit: jud. Buzău, com. Cislău, Bărăști Material: AR                                                          | Descriere avers: Capul împăratului spre dreapta Descriere revers: Pax șezând spre stânga Legendă revers: PON MAX TR P COS VI | Muzeul Județean Buzău, Buzău | Cimec    |
|      | Denar               | Datare: 75 Școală: Roma Descoperit: jud. Buzău, com. Cislău, Bărăști Material: AR                                                          | Descriere avers: Capul împăratului spre dreapta Descriere revers: Securitas șezând spre stânga Legendă revers: PON MAX TR P COS VI | Muzeul Județean Buzău, Buzău | Cimec    |
|      | Denar               | Datare: 75 Școală: Roma Descoperit: jud. Buzău, com. Cislău, Bărăști Material: AR                                                          | Descriere avers: Capul împăratului spre dreapta Descriere revers: Victoria pe altar, spre stânga, ține cunună și frunză de palmier flancată de un șarpe în stânga și altul în dreapta Legendă revers: PON MAX TR P COS VI | Muzeul Județean Buzău, Buzău | Cimec    |
|      | Denar               | Datare: 76 Școală: Roma Descoperit: jud. Buzău, com. Cislău, Bărăști Material: AR                                                          | Descriere avers: Capul împăratului spre dreapta Descriere revers: Vultur cu aripile deschise având capul spre dreapta Legendă revers: COS VII | Muzeul Județean Buzău, Buzău | Cimec    |
|      | Denar               | Datare: 76 Școală: Roma Descoperit: jud. Buzău, com. Cislău, Bărăști Material: AR                                                          | Descriere avers: Capul împăratului spre dreapta Descriere revers: Vultur cu aripile deschise având capul spre stanga Legendă revers: COS VII | Muzeul Județean Buzău, Buzău | Cimec    |
|      | Denar               | Datare: 76 Școală: Roma Descoperit: jud. Buzău, com. Cislău, Bărăști Material: AR                                                          | Descriere avers: Capul împăratului spre dreapta Descriere revers: Vultur cu aripile deschise având capul spre stanga Legendă revers: COS VII | Muzeul Județean Buzău, Buzău | Cimec    |
|      | Denar               | Datare: 76 Școală: Roma Descoperit: jud. Buzău, com. Cislău, Bărăști Material: AR                                                          | Descriere avers: Capul împăratului spre dreapta Descriere revers: Caduceu înaripat Legendă revers: PON MAX TR P COS VII | Muzeul Județean Buzău, Buzău | Cimec    |
|      | Denar               | Datare: 77-78 Școală: Roma Descoperit: jud. Buzău, com. Cislău, Bărăști Material: AR                                                       | Descriere avers: Capul împăratului spre dreapta Descriere revers: Marte spre stânga ținând lance și trofeu Legendă revers: COS VIII | Muzeul Județean Buzău, Buzău | Cimec    |
|      | Denar               | Datare: 75-79 Școală: Roma Descoperit: jud. Buzău, com. Cislău, Bărăști Material: AR                                                       | Descriere avers: Capul împăratului spre dreapta Descriere revers: Jupiter spre stânga ținând sceptru Legendă revers: …. | Muzeul Județean Buzău, Buzău | Cimec    |
|      | Denar               | Datare: 128-132 Școală: Roma Descoperit: jud. Buzău, com. Cislău, Bărăști Material: AR                                                     | Descriere avers: Capul împăratului spre dreapta Descriere revers: Pudicitia acoperită cu văl șezând spre stânga Legendă revers: COS III | Muzeul Județean Buzău, Buzău | Cimec    |
|      | Denar               | Datare: 128-132 Școală: Roma Descoperit: jud. Buzău, com. Cislău, Bărăști Material: AR                                                     | Descriere avers: Capul împăratului spre dreapta Descriere revers: Liberalitas spre dreapta golind cornul abundenței Legendă revers: LIBERALITAS AVG COS III | Muzeul Județean Buzău, Buzău | Cimec    |
|      | Denar               | Datare: 118 Școală: Roma Descoperit: jud. Buzău, com. Cislău, Bărăști Material: AR                                                         | Descriere avers: Bustul împăratului spre dreapta Descriere revers: Justitia șezând spre stânga, ține patera și sceptru Descriere exergă: IVSTITIA Legendă revers: P M TR P COS II | Muzeul Județean Buzău, Buzău | Cimec    |
|      | Denar               | Datare: 118 Școală: Roma Descoperit: jud. Buzău, com. Cislău, Bărăști Material: AR                                                         | Descriere avers: Bustul împăratului spre dreapta Descriere revers: Justitia șezând spre stânga, ține patera și sceptru Descriere exergă: IVSTITIA Legendă revers: P M TR P COS II | Muzeul Județean Buzău, Buzău | Cimec    |
|      | Denar               | Datare: 118 Școală: Roma Descoperit: jud. Buzău, com. Cislău, Bărăști Material: AR                                                         | Descriere avers: Bustul împăratului spre dreapta Descriere revers: Pietas spre stânga Descriere exergă: PIE-TAS Legendă revers: P M TR P COS II | Muzeul Județean Buzău, Buzău | Cimec    |
|      | Denar               | Datare: 118 Școală: Roma Descoperit: jud. Buzău, com. Cislău, Bărăști Material: AR                                                         | Descriere avers: Bustul împăratului spre dreapta Descriere revers: Salus șezând spre stânga, hrănește un șarpe încolăcit în jurul altarului Descriere exergă: SALVS AVG Legendă revers: P M TR P COS II | Muzeul Județean Buzău, Buzău | Cimec    |
|      | Denar               | Datare: 125-128 Școală: Roma Descoperit: jud. Buzău, com. Cislău, Bărăști Material: AR                                                     | Descriere avers: Bustul împăratului spre dreapta Descriere revers: Spes mergând spre stânga Legendă revers: COS III | Muzeul Județean Buzău, Buzău | Cimec    |
|      | Denar               | Datare: 125-128 Școală: Roma Descoperit: jud. Buzău, com. Cislău, Bărăști Material: AR                                                     | Descriere avers: Bustul împăratului spre dreapta Descriere revers: Neptun spre stânga cu piciorul drept pe proră ținând sceptru și delfin Legendă revers: COS III | Muzeul Județean Buzău, Buzău | Cimec    |
|      | Denar               | Datare: 125-128 Școală: Roma Descoperit: jud. Buzău, com. Cislău, Bărăști Material: AR                                                     | Descriere avers: Bustul împăratului spre dreapta Descriere revers: Neptun spre stânga cu piciorul drept pe proră ținând sceptru și acrostolium Legendă revers: COS III | Muzeul Județean Buzău, Buzău | Cimec    |
|      | Denar               | Datare: 125-128 Școală: Roma Descoperit: jud. Buzău, com. Cislău, Bărăști Material: AR                                                     | Descriere avers: Bustul împăratului spre dreapta Descriere revers: Concordia șezând spre stânga ține patera Legendă revers: COS III | Muzeul Județean Buzău, Buzău | Cimec    |
|      | Denar               | Datare: 125-128 Școală: Roma Descoperit: jud. Buzău, com. Cislău, Bărăști Material: AR                                                     | Descriere avers: Bustul împăratului spre dreapta Descriere revers: Concordia șezând spre stânga ține patera Legendă revers: COS III | Muzeul Județean Buzău, Buzău | Cimec    |
|      | Denar               | Datare: 125-128 Școală: Roma Descoperit: jud. Buzău, com. Cislău, Bărăști Material: AR                                                     | Descriere avers: Bustul împăratului spre dreapta Descriere revers: Concordia șezând spre stânga ține patera Legendă revers: COS III | Muzeul Județean Buzău, Buzău | Cimec    |
|      | Denar               | Datare: 125-128 Școală: Roma Descoperit: jud. Buzău, com. Cislău, Bărăști Material: AR                                                     | Descriere avers: Bustul împăratului spre dreapta Descriere revers: Concordia șezând spre stânga ține patera Legendă revers: COS III | Muzeul Județean Buzău, Buzău | Cimec    |
|      | Denar               | Datare: 125-128 Școală: Roma Descoperit: jud. Buzău, com. Cislău, Bărăști Material: AR                                                     | Descriere avers: Bustul împăratului spre dreapta Descriere revers: Genius spre stânga ține cornul abundenței și sacrifică din patera deasupra unui altar Legendă revers: COS III | Muzeul Județean Buzău, Buzău | Cimec    |
|      | Denar               | Datare: 125-128 Școală: Roma Descoperit: jud. Buzău, com. Cislău, Bărăști Material: AR                                                     | Descriere avers: Capul împăratului spre dreapta Descriere revers: Pudicitia acoperită cu văl șezând spre stânga Legendă revers: COS III | Muzeul Județean Buzău, Buzău | Cimec    |
|      | Denar               | Datare: 119-122 Școală: Roma Descoperit: jud. Buzău, com. Cislău, Bărăști Material: AR                                                     | Descriere avers: Bustul împăratului spre dreapta Descriere revers: Felicitas spre stânga ținând caduceu și cornul abundenței Descriere exergă: FELIC AVG Legendă revers: P M TR P COS III | Muzeul Județean Buzău, Buzău | Cimec    |
|      | Denar               | Datare: 119-122 Școală: Roma Descoperit: jud. Buzău, com. Cislău, Bărăști Material: AR                                                     | Descriere avers: Bustul împăratului spre dreapta Descriere revers: Fortuna șezând spre stânga, ține cârma și cornul abundenței Descriere exergă: FORTRED Legendă revers: P M TR P COS III | Muzeul Județean Buzău, Buzău | Cimec    |
|      | Denar               | Datare: 112-114 Școală: Roma Descoperit: jud. Buzău, com. Cislău, Bărăști Material: AR                                                     | Descriere avers: Capul împăratului spre dreapta Descriere revers: Felicitas spre stânga, ține caduceu și cornul abundenței Legendă revers: S P Q R OPTIMO PRINCIPI | Muzeul Județean Buzău, Buzău | Cimec    |
|      | Denar               | Datare: 112-114 Școală: Roma Descoperit: jud. Buzău, com. Cislău, Bărăști Material: AR                                                     | Descriere avers: Capul împăratului spre dreapta Descriere revers: Felicitas spre stânga, ține caduceu și cornul abundenței Legendă revers: S P Q R OPTIMO PRINCIPI | Muzeul Județean Buzău, Buzău | Cimec    |
|      | Denar               | Datare: 112-114 Școală: Roma Descoperit: jud. Buzău, com. Cislău, Bărăști Material: AR                                                     | Descriere avers: Capul împăratului spre dreapta Descriere revers: Fortuna șezând spre stânga, ține cârma și cornul abundenței Descriere exergă: FORTRED Legendă revers: S P Q R OPTIMO PRINCIPI | Muzeul Județean Buzău, Buzău | Cimec    |
|      | Denar               | Datare: 112-114 Școală: Roma Descoperit: jud. Buzău, com. Cislău, Bărăști Material: AR                                                     | Descriere avers: Capul împăratului spre dreapta Descriere revers: Spes mergând spre stânga Legendă revers: S P Q R OPTIMO PRINCIPI | Muzeul Județean Buzău, Buzău | Cimec    |
|      | Denar               | Datare: 112-114 Școală: Roma Descoperit: jud. Buzău, com. Cislău, Bărăști Material: AR                                                     | Descriere avers: Capul împăratului spre dreapta Descriere revers: Traian călare ținând lance și Victorie Legendă revers: S P Q R OPTIMO PRINCIPI | Muzeul Județean Buzău, Buzău | Cimec    |
|      | Denar               | Datare: 112-114 Școală: Roma Descoperit: jud. Buzău, com. Cislău, Bărăști Material: AR                                                     | Descriere avers: Capul împăratului spre dreapta Descriere revers: Vultur între stindard și vexillum Legendă revers: S P Q R OPTIMO PRINCIPI | Muzeul Județean Buzău, Buzău | Cimec    |
|      | Denar               | Datare: 112-114 Școală: Roma Descoperit: jud. Buzău, com. Cislău, Bărăști Material: AR                                                     | Descriere avers: Capul împăratului spre dreapta Descriere revers: Vultur între stindard și vexillum Legendă revers: S P Q R OPTIMO PRINCIPI | Muzeul Județean Buzău, Buzău | Cimec    |
|      | Denar               | Datare: 103-111 Școală: Roma Descoperit: jud. Buzău, com. Cislău, Bărăști Material: AR                                                     | Descriere avers: Capul împăratului spre dreapta Descriere revers: Dac spre stânga cu mâinile legate având așezate în jurul său diferite arme Descriere exergă: DAC CAP Legendă revers: COS V P P S P Q R OPTIMO PRINC | Muzeul Județean Buzău, Buzău | Cimec    |
|      | Denar               | Datare: 103-111 Școală: Roma Descoperit: jud. Buzău, com. Cislău, Bărăști Material: AR                                                     | Descriere avers: Capul împăratului spre dreapta Descriere revers: Dac spre stânga cu mâinile legate având așezate în jurul său diferite arme Descriere exergă: DAC CAP Legendă revers: COS V P P S P Q R OPTIMO PRINC | Muzeul Județean Buzău, Buzău | Cimec    |
|      | Denar               | Datare: 103-111 Școală: Roma Descoperit: jud. Buzău, com. Cislău, Bărăști Material: AR                                                     | Descriere avers: Capul împăratului spre dreapta Descriere revers: Dac spre stânga cu mâinile legate având așezate în jurul său diferite arme Descriere exergă: DAC CAP Legendă revers: COS V P P S P Q R OPTIMO PRINC | Muzeul Județean Buzău, Buzău | Cimec    |
|      | Denar               | Datare: 103-111 Școală: Roma Descoperit: jud. Buzău, com. Cislău, Bărăști Material: AR                                                     | Descriere avers: Capul împăratului spre dreapta Descriere revers: Dac spre stânga cu mâinile legate având așezate în jurul său diferite arme Descriere exergă: DAC CAP Legendă revers: COS V P P S P Q R OPTIMO PRINC | Muzeul Județean Buzău, Buzău | Cimec    |
|      | Denar               | Datare: 103-111 Școală: Roma Descoperit: jud. Buzău, com. Cislău, Bărăști Material: AR                                                     | Descriere avers: Capul împăratului spre dreapta Descriere revers: Felicitas spre stânga sprijinindu-se cu mâna stângă de o coloană și ținând caduceu în mâna dreaptă Legendă revers: COS V P P S P Q R OPTIMO PRINC | Muzeul Județean Buzău, Buzău | Cimec    |
|      | Denar               | Datare: 103-111 Școală: Roma Descoperit: jud. Buzău, com. Cislău, Bărăști Material: AR                                                     | Descriere avers: Capul împăratului spre dreapta Descriere revers: Felicitas spre stânga sprijinindu-se cu mâna stângă de o coloană și ținând caduceu în mâna dreaptă Legendă revers: COS V P P S P Q R OPTIMO PRINC | Muzeul Județean Buzău, Buzău | Cimec    |
|      | Denar               | Datare: 103-111 Școală: Roma Descoperit: jud. Buzău, com. Cislău, Bărăști Material: AR                                                     | Descriere avers: Capul împăratului spre dreapta Descriere revers: Arabia spre stânga având la picioare o cămilă care merge spre stânga Legendă revers: COS V P P S P Q R OPTIMO PRINC | Muzeul Județean Buzău, Buzău | Cimec    |
|      | Denar               | Datare: 103-111 Școală: Roma Descoperit: jud. Buzău, com. Cislău, Bărăști Material: AR                                                     | Descriere avers: Capul împăratului spre dreapta Descriere revers: Arabia spre stânga având la picioare o cămilă care merge spre stânga Legendă revers: COS V P P S P Q R OPTIMO PRINC | Muzeul Județean Buzău, Buzău | Cimec    |
|      | Denar               | Datare: 103-111 Școală: Roma Descoperit: jud. Buzău, com. Cislău, Bărăști Material: AR                                                     | Descriere avers: Capul împăratului spre dreapta Descriere revers: Arabia spre stânga având la picioare o cămilă care merge spre stânga Legendă revers: COS V P P S P Q R OPTIMO PRINC | Muzeul Județean Buzău, Buzău | Cimec    |
|      | Denar               | Datare: 103-111 Școală: Roma Descoperit: jud. Buzău, com. Cislău, Bărăști Material: AR                                                     | Descriere avers: Capul împăratului spre dreapta Descriere revers: Arabia spre stânga având la picioare o cămilă care merge spre stânga Legendă revers: COS V P P S P Q R OPTIMO PRINC | Muzeul Județean Buzău, Buzău | Cimec    |
|      | Denar               | Datare: 103-111 Școală: Roma Descoperit: jud. Buzău, com. Cislău, Bărăști Material: AR                                                     | Descriere avers: Capul împăratului spre dreapta Descriere revers: Victorie mergând spre stânga, ține cunună și frunză de palmier Legendă revers: COS V P P S P Q R OPTIMO PRINC | Muzeul Județean Buzău, Buzău | Cimec    |
|      | Denar               | Datare: 103-111 Școală: Roma Descoperit: jud. Buzău, com. Cislău, Bărăști Material: AR                                                     | Descriere avers: Capul împăratului spre dreapta Descriere revers: Victorie mergând spre stânga, ține cunună și frunză de palmier Legendă revers: COS V P P S P Q R OPTIMO PRINC | Muzeul Județean Buzău, Buzău | Cimec    |
|      | Denar               | Datare: 103-111 Școală: Roma Descoperit: jud. Buzău, com. Cislău, Bărăști Material: AR                                                     | Descriere avers: Capul împăratului spre dreapta Descriere revers: Victorie mergând spre stânga, ține cunună și frunză de palmier Legendă revers: COS V P P S P Q R OPTIMO PRINC | Muzeul Județean Buzău, Buzău | Cimec    |
|      | Denar               | Datare: 103-111 Școală: Roma Descoperit: jud. Buzău, com. Cislău, Bărăști Material: AR                                                     | Descriere avers: Capul împăratului spre dreapta Descriere revers: Roma șezând spre stânga ține Victorie și lance Legendă revers: COS V P P S P Q R OPTIMO PRINC | Muzeul Județean Buzău, Buzău | Cimec    |
|      | Denar               | Datare: 103-111 Școală: Roma Descoperit: jud. Buzău, com. Cislău, Bărăști Material: AR                                                     | Descriere avers: Capul împăratului spre dreapta Descriere revers: Felicitas spre stânga ține caduceu și cornul abundenței Legendă revers: COS V P P S P Q R OPTIMO PRINC | Muzeul Județean Buzău, Buzău | Cimec    |
|      | Denar               | Datare: 125-128 Școală: Roma Descoperit: jud. Buzău, com. Cislău, Bărăști Material: AR                                                     | Descriere avers: Bustul împăratului spre dreapta Descriere revers: Semilună cu șapte stele deasupra Legendă revers: COS III | Muzeul Județean Buzău, Buzău | Cimec    |
|      | Denar               | Datare: 125-128 Școală: Roma Descoperit: jud. Buzău, com. Cislău, Bărăști Material: AR                                                     | Descriere avers: Bustul împăratului spre dreapta Descriere revers: Genius spre stânga ține cornul abundenței și sacrifică din patera deasupra unui altar Legendă revers: COS III | Muzeul Județean Buzău, Buzău | Cimec    |
|      | Denar               | Datare: 114-117 Școală: Roma Descoperit: jud. Buzău, com. Cislău, Bărăști Material: AR                                                     | Descriere avers: Capul împăratului spre dreapta Descriere revers: Genius spre stânga, ține patera și spice de grâu Legendă revers: P M TR P COS VI P P S P Q R | Muzeul Județean Buzău, Buzău | Cimec    |
|      | Denar               | Datare: 114-117 Școală: Roma Descoperit: jud. Buzău, com. Cislău, Bărăști Material: AR                                                     | Descriere avers: Capul împăratului spre dreapta Descriere revers: Genius spre stânga, ține patera și spice de grâu Legendă revers: P M TR P COS VI P P S P Q R | Muzeul Județean Buzău, Buzău | Cimec    |
|      | Denar               | Datare: 114-117 Școală: Roma Descoperit: jud. Buzău, com. Cislău, Bărăști Material: AR                                                     | Descriere avers: Capul împăratului spre dreapta Descriere revers: Genius spre stânga, ține patera și spice de grâu Legendă revers: P M TR P COS VI P P S P Q R | Muzeul Județean Buzău, Buzău | Cimec    |
|      | Denar               | Datare: 114-117 Școală: Roma Descoperit: jud. Buzău, com. Cislău, Bărăști Material: AR                                                     | Descriere avers: Capul împăratului spre dreapta Descriere revers: Felicitas spre stânga, ține caduceu și cornul abundenței Legendă revers: P M TR P COS VI P P S P Q R | Muzeul Județean Buzău, Buzău | Cimec    |
|      | Denar               | Datare: 114-117 Școală: Roma Descoperit: jud. Buzău, com. Cislău, Bărăști Material: AR                                                     | Descriere avers: Capul împăratului spre dreapta Descriere revers: Felicitas spre stânga, ține caduceu și cornul abundenței Legendă revers: P M TR P COS VI P P S P Q R | Muzeul Județean Buzău, Buzău | Cimec    |
|      | Denar               | Datare: 114-117 Școală: Roma Descoperit: jud. Buzău, com. Cislău, Bărăști Material: AR                                                     | Descriere avers: Capul împăratului spre dreapta Descriere revers: Felicitas spre stânga, ține caduceu și cornul abundenței Legendă revers: P M TR P COS VI P P S P Q R | Muzeul Județean Buzău, Buzău | Cimec    |
|      | Denar               | Datare: 114-117 Școală: Roma Descoperit: jud. Buzău, com. Cislău, Bărăști Material: AR                                                     | Descriere avers: Capul împăratului spre dreapta Descriere revers: Felicitas spre stânga, ține caduceu și cornul abundenței Legendă revers: P M TR P COS VI P P S P Q R | Muzeul Județean Buzău, Buzău | Cimec    |
|      | Denar               | Datare: 114-117 Școală: Roma Descoperit: jud. Buzău, com. Cislău, Bărăști Material: AR                                                     | Descriere avers: Capul împăratului spre dreapta Descriere revers: Fortuna șezând spre stânga, ține cârma și cornul abundenței Descriere exergă: FORTRED Legendă revers: P M TR P COS VI P P S P Q R | Muzeul Județean Buzău, Buzău | Cimec    |
|      | Denar               | Datare: 114-117 Școală: Roma Descoperit: jud. Buzău, com. Cislău, Bărăști Material: AR                                                     | Descriere avers: Capul împăratului spre dreapta Descriere revers: Fortuna șezând spre stânga, ține cârma și cornul abundenței Descriere exergă: FORTRED Legendă revers: P M TR P COS VI P P S P Q R | Muzeul Județean Buzău, Buzău | Cimec    |
|      | Denar               | Datare: 112-114 Școală: Roma Descoperit: jud. Buzău, com. Cislău, Bărăști Material: AR                                                     | Descriere avers: Capul împăratului spre dreapta Descriere revers: Traian șezând spre stânga, ține patera și sceptru Legendă revers: S P Q R OPTIMO PRINCIPI | Muzeul Județean Buzău, Buzău | Cimec    |
|      | Denar               | Datare: 103-111 Școală: Roma Descoperit: jud. Buzău, com. Cislău, Bărăști Material: AR                                                     | Descriere avers: Capul împăratului spre dreapta Descriere revers: Felicitas spre stânga ține caduceu și cornul abundenței Legendă revers: COS V P P S P Q R OPTIMO PRINC | Muzeul Județean Buzău, Buzău | Cimec    |
|      | Denar               | Datare: 103-111 Școală: Roma Descoperit: jud. Buzău, com. Cislău, Bărăști Material: AR                                                     | Descriere avers: Capul împăratului spre dreapta Descriere revers: Aequitas spre stânga, ține balanța și cornul abundenței Legendă revers: COS V P P S P Q R OPTIMO PRINC | Muzeul Județean Buzău, Buzău | Cimec    |
|      | Denar               | Datare: 74-75 Școală: Roma Descoperit: jud. Buzău, com. Cislău, Bărăști Material: AR                                                       | Descriere avers: Capul împăratului spre dreapta Descriere revers: Spes mergând spre stânga Legendă revers: PRINCEPS IVVENTVT | Muzeul Județean Buzău, Buzău | Cimec    |
|      | Denar               | Datare: 77-78 Școală: Roma Descoperit: jud. Buzău, com. Cislău, Bărăști Material: AR                                                       | Descriere avers: Capul împăratului spre dreapta Descriere revers: Lupoaica și gemenii spre stânga. Corabie în spate. Legendă revers: COS V | Muzeul Județean Buzău, Buzău | Cimec    |
|      | Denar               | Datare: 76 Școală: Roma Descoperit: jud. Buzău, com. Cislău, Bărăști Material: AR                                                          | Descriere avers: Capul împăratului spre dreapta Descriere revers: Pegasus mergând spre dreapta Legendă revers: COS IIII | Muzeul Județean Buzău, Buzău | Cimec    |
|      | Denar               | Datare: 70-72 Școală: Roma Descoperit: jud. Buzău, com. Cislău, Bărăști Material: AR                                                       | Descriere avers: Capul împăratului spre dreapta Legendă revers: AVGVR TRI POT | Muzeul Județean Buzău, Buzău | Cimec    |
|      | Denar               | Datare: 70-72 Școală: Roma Descoperit: jud. Buzău, com. Cislău, Bărăști Material: AR                                                       | Descriere avers: Capul împăratului spre dreapta Legendă revers: AVGVR TRI POT | Muzeul Județean Buzău, Buzău | Cimec    |
|      | Denar               | Datare: 69-71 Școală: Roma Descoperit: jud. Buzău, com. Cislău, Bărăști Material: AR                                                       | Descriere avers: Capul împăratului spre dreapta Descriere revers: Evreu șezând spre dreapta, trofeu în stânga. Legendă revers: IVDAEA | Muzeul Județean Buzău, Buzău | Cimec    |
|      | Denar               | Datare: 74 Școală: Roma Descoperit: jud. Buzău, com. Cislău, Bărăști Material: AR                                                          | Descriere avers: Capul împăratului spre dreapta Descriere revers: Două ramuri de laur Legendă revers: COS V | Muzeul Județean Buzău, Buzău | Cimec    |
|      | Denar               | Datare: 73 Școală: Roma Descoperit: jud. Buzău, com. Cislău, Bărăști Material: AR                                                          | Descriere avers: Capul împăratului spre dreapta Descriere revers: Vespasian șezând spre dreapta, ține ramură și sceptru Legendă revers: PONTIF MAXIM | Muzeul Județean Buzău, Buzău | Cimec    |
|      | Denar               | Datare: 73 Școală: Roma Descoperit: jud. Buzău, com. Cislău, Bărăști Material: AR                                                          | Descriere avers: Capul împăratului spre dreapta Descriere revers: Vespasian șezând spre dreapta, ține ramură și sceptru Legendă revers: PONTIF MAXIM | Muzeul Județean Buzău, Buzău | Cimec    |
|      | Denar               | Datare: 78-79 Școală: Roma Descoperit: jud. Buzău, com. Cislău, Bărăști Material: AR                                                       | Descriere avers: Capul împăratului spre dreapta Descriere revers: Annona șezând spre stânga, ține un mănunchi de spice. Legendă revers: ANNONA AVG | Muzeul Județean Buzău, Buzău | Cimec    |
|      | Denar               | Datare: 75-79 Școală: Roma Descoperit: jud. Buzău, com. Cislău, Bărăști Material: AR                                                       | Descriere avers: Capul împăratului spre dreapta Descriere revers: Jupiter spre stânga ținând sceptru Legendă revers: IOVIS … | Muzeul Județean Buzău, Buzău | Cimec    |
|      | Siliqua             | Datare: Sec. IV p.Chr. Descoperit: jud. Buzău, com. Pietroasele, Pietroasele, Necropola 2 Material: argint; batere                         | Descriere avers: Cerc perlat chipul împăratului Constantius II, în profil, și inscripția circulară: DN CONSTANTIUS P F AUG; Descriere revers: Cunună de lauri cu baza înfășurată, care încadrează inscripția dispusă pe patru rânduri: VOTIS / XXX / MULTIS / XXXX; sub cunună P(?) CON. Legendă revers: VOTIS / XXX / MULTIS / XXXX                                                      | Muzeul Județean Buzău, Buzău | Cimec    |
|      | Monedă geto-dacică  | Datare: prima jum. sec. II a. Chr. Școală: Kreuzelreiter/Dumbrăveni Descoperit: jud. BUZĂU, com. Topliceni, Băbeni Material: argint        | Descriere avers: Cap uman cu barbă și cunună (stilizat), spre dreapta; în jurul efigiei, cerc perlat Descriere revers: Călăreț (fără mâini, cu corpul alungit) poziție verticală, cu calul la trap spre dreapta; În spatele călărețului (în câmp stânga sus) este reprodusă imitativ o monogramă în forma literei X dispusă oblic, cu capete globulare. În jurul efigiei, cerc perlat.    | Muzeul Județean Buzău, Buzău | Cimec    |
|      | Monedă geto-dacică  | Datare: prima jum. sec. II a. Chr. Școală: Kreuzelreiter/Dumbrăveni Descoperit: jud. BUZĂU, com. Topliceni, Băbeni Material: argint        | Descriere avers: Cap uman cu barbă și cunună (stilizat), spre dreapta; în jurul efigiei, cerc perlat Descriere revers: Călăreț (fără mâini, cu corpul alungit) poziție verticală, cu calul la trap spre dreapta; În spatele călărețului (în câmp stânga sus) este reprodusă imitativ o monogramă în forma literei X dispusă oblic, cu capete globulare. În jurul efigiei, cerc perlat.    | Muzeul Județean Buzău, Buzău | Cimec    |
|      | Monedă geto-dacică  | Datare: prima jum. sec. II a. Chr. Școală: Kreuzelreiter/Dumbrăveni Descoperit: jud. BUZĂU, com. Topliceni, Băbeni Material: argint        | Descriere avers: Cap uman cu barbă și cunună (stilizat), spre dreapta; în jurul efigiei, cerc perlat Descriere revers: Călăreț (fără mâini, cu corpul alungit) aplecat ușor în față, cu calul la trap spre dreapta; În spatele călărețului (în câmp stânga sus) este reprodusă imitativ o monogramă în forma literei X dispusă oblic, cu capete globulare. În jurul efigiei, cerc perlat. | Muzeul Județean, Buzău       | Cimec    |
|      | Monedă geto-dacică  | Datare: prima jum. sec. II a. Chr. Școală: Kreuzelreiter/Dumbrăveni Descoperit: jud. BUZĂU, com. Topliceni, Băbeni Material: argint        | Descriere avers: Cap uman cu barbă și cunună (stilizat), spre dreapta; în jurul efigiei, cerc perlat Descriere revers: Călăreț (fără mâini, cu corpul alungit) poziție verticală, cu calul la trap spre dreapta; În spatele călărețului (în câmp stânga sus) este reprodusă imitativ o monogramă în forma literei X dispusă oblic, cu capete globulare. În jurul efigiei, cerc perlat.    | Muzeul Județean, Buzău       | Cimec    |
|      | Monedă geto-dacică  | Datare: prima jum. sec. II a. Chr. Școală: Kreuzelreiter/Dumbrăveni Descoperit: jud. BUZĂU, com. Topliceni, Băbeni Material: argint        | Descriere avers: Cap uman cu barbă și cunună (stilizat), spre dreapta; în jurul efigiei, cerc perlat Descriere revers: Călăreț (fără mâini, cu corpul alungit) poziție verticală, cu calul la trap spre dreapta; În spatele călărețului (în câmp stânga sus) este reprodusă imitativ o monogramă în forma literei X dispusă oblic, cu capete globulare. În jurul efigiei, cerc perlat.    | Muzeul Județean, Buzău       | Cimec    |
|      | Monedă geto-dacică  | Datare: prima jum. sec. II a. Chr. Școală: Kreuzelreiter/Dumbrăveni Descoperit: jud. BUZĂU, com. Topliceni, Băbeni Material: argint        | Descriere avers: Cap uman cu barbă și cunună (stilizat), spre dreapta; în jurul efigiei, cerc perlat Descriere revers: Călăreț (fără mâini, cu corpul alungit) aplecat ușor în față, cu calul la trap spre dreapta; În spatele călărețului (în câmp stânga sus) este reprodusă imitativ o monogramă în forma literei X dispusă oblic, cu capete globulare. În jurul efigiei, cerc perlat. | Muzeul Județean, Buzău       | Cimec    |
|      | Monedă geto-dacică  | Datare: prima jum. sec. II a. Chr. Școală: Kreuzelreiter/Dumbrăveni Descoperit: jud. BUZĂU, com. Topliceni, Băbeni Material: argint        | Descriere avers: Cap uman cu barbă și cunună (stilizat), spre dreapta; în jurul efigiei, cerc perlat Descriere revers: Călăreț (fără mâini, cu corpul alungit) poziție verticală, cu calul la trap spre dreapta; În spatele călărețului (în câmp stânga sus) este reprodusă imitativ o monogramă în forma literei X dispusă oblic, cu capete globulare. În jurul efigiei, cerc perlat.    | Muzeul Județean, Buzău       | Cimec    |
|      | Monedă geto-dacică  | Datare: prima jum. sec. II a. Chr. Școală: Kreuzelreiter/Dumbrăveni Descoperit: jud. BUZĂU, com. Topliceni, Băbeni Material: argint        | Descriere avers: Cap uman cu barbă și cunună (stilizat), spre dreapta; în jurul efigiei, cerc perlat Descriere revers: Călăreț (fără mâini, cu corpul alungit) aplecat ușor în față, cu calul la trap spre dreapta; În spatele călărețului (în câmp stânga sus) este reprodusă imitativ o monogramă în forma literei X dispusă oblic, cu capete globulare. În jurul efigiei, cerc perlat. | Muzeul Județean, Buzău       | Cimec    |
|      | Monedă geto-dacică  | Datare: prima jum. sec. II a. Chr. Școală: Kreuzelreiter/Dumbrăveni Descoperit: jud. BUZĂU, com. Topliceni, Băbeni Material: argint        | Descriere avers: Cap uman cu barbă și cunună (stilizat), spre dreapta; în jurul efigiei, cerc perlat Descriere revers: Călăreț (fără mâini, cu corpul alungit) poziție verticală, cu calul la trap spre dreapta; În spatele călărețului (în câmp stânga sus) este reprodusă imitativ o monogramă în forma literei X dispusă oblic, cu capete globulare. În jurul efigiei, cerc perlat.    | Muzeul Județean, Buzău       | Cimec    |
|      | Monedă geto-dacică  | Datare: prima jum. sec. II a. Chr. Școală: Kreuzelreiter/Dumbrăveni Descoperit: jud. BUZĂU, com. Topliceni, Băbeni Material: argint        | Descriere avers: Cap uman cu barbă și cunună (stilizat), spre dreapta; în jurul efigiei, cerc perlat Descriere revers: Călăreț (fără mâini, cu corpul alungit) poziție verticală, cu calul la trap spre dreapta; În spatele călărețului (în câmp stânga sus) este reprodusă imitativ o monogramă în forma literei X dispusă oblic, cu capete globulare. În jurul efigiei, cerc perlat.    | Muzeul Județean, Buzău       | Cimec    |
|      | Monedă geto-dacică  | Datare: prima jum. sec. II a. Chr. Școală: Kreuzelreiter/Dumbrăveni Descoperit: jud. BUZĂU, com. Topliceni, Băbeni Material: argint        | Descriere avers: Cap uman cu barbă și cunună (stilizat), spre dreapta; în jurul efigiei, cerc perlat Descriere revers: Călăreț (fără mâini, cu corpul alungit) poziție verticală, cu calul la trap spre dreapta; În spatele călărețului (în câmp stânga sus) este reprodusă imitativ o monogramă în forma literei X dispusă oblic, cu capete globulare. În jurul efigiei, cerc perlat.    | Muzeul Județean, Buzău       | Cimec    |
|      | Siliqua             | Datare: sec. IV p.Chr. Descoperit: jud. BUZĂU, com. PIETROASELE, PIETROASELE, Necropola 2 Material: argint                                 | Descriere avers: Chipul împăratului Constantius II din profil. Descriere revers: O cunună de lauri care încadrează inscripția: VOT XV / MULT XX. Legendă revers: VOT XV / MULT XX. | Muzeul Județean Buzău, Buzău | Cimec    |
|      | Siliqua             | Datare: sec. IV p.Chr. Descoperit: jud. BUZĂU, com. PIETROASELE, PIETROASELE, Necropola 2 Material: argint                                 | Descriere avers: Bustul împăratului Constantius II din profil spre dreapta. Descriere revers: O cunună de lauri care încadrează inscripția: VOT XX / MULT XXX. Legendă revers: VOT XX / MULT XXX. | Muzeul Județean Buzău, Buzău | Cimec    |
|      | Siliqua             | Datare: sec. IV p.Chr. Descoperit: jud. BUZĂU, com. PIETROASELE, PIETROASELE, Necropola 2 Material: argint                                 | Descriere avers: Bustul împăratului Constantius II din profil spre dreapta. Descriere revers: Pe revers este reprezentată Victoria, încadrată de inscripția: VICTORIA CAESARIS. Legendă revers: VICTORIA CAESARIS. | Muzeul Județean Buzău, Buzău | Cimec    |
|      | Siliqua             | Datare: sec. IV p.Chr. Descoperit: jud. BUZĂU, com. PIETROASELE, PIETROASELE, Necropola 2 Material: argint                                 | Descriere avers: eFIGIA împăratului Constantius II din profil spre dreapta. Descriere revers: O cunună de lauri care încadrează inscripția: VOTIS XXX / MULTIS XXXX. Legendă revers: VOTIS XXX / MULTIS XXXX. | Muzeul Județean Buzău, Buzău | Cimec    |